# Železniční trať Praha–Plzeň
Železniční trať Praha–Plzeň je dvoukolejná a elektrizovaná železniční trať v Česku, která je součástí celostátní dráhy. V jízdním řádu pro cestující nese číslo 170, společně s tratí Plzeň–Klatovy. Osobní vlaky v úseku Praha–Beroun jsou vyčleněny do samostatné tabulky s číslem 171. Trať spojuje západní Čechy s Prahou a představuje významnou železniční spojnicí mezi Českem a západní Evropou. Zároveň je součástí III. železničního koridoru, který vede z Mostů u Jablunkova přes Prahu a Plzeň až do Chebu.

## Historie

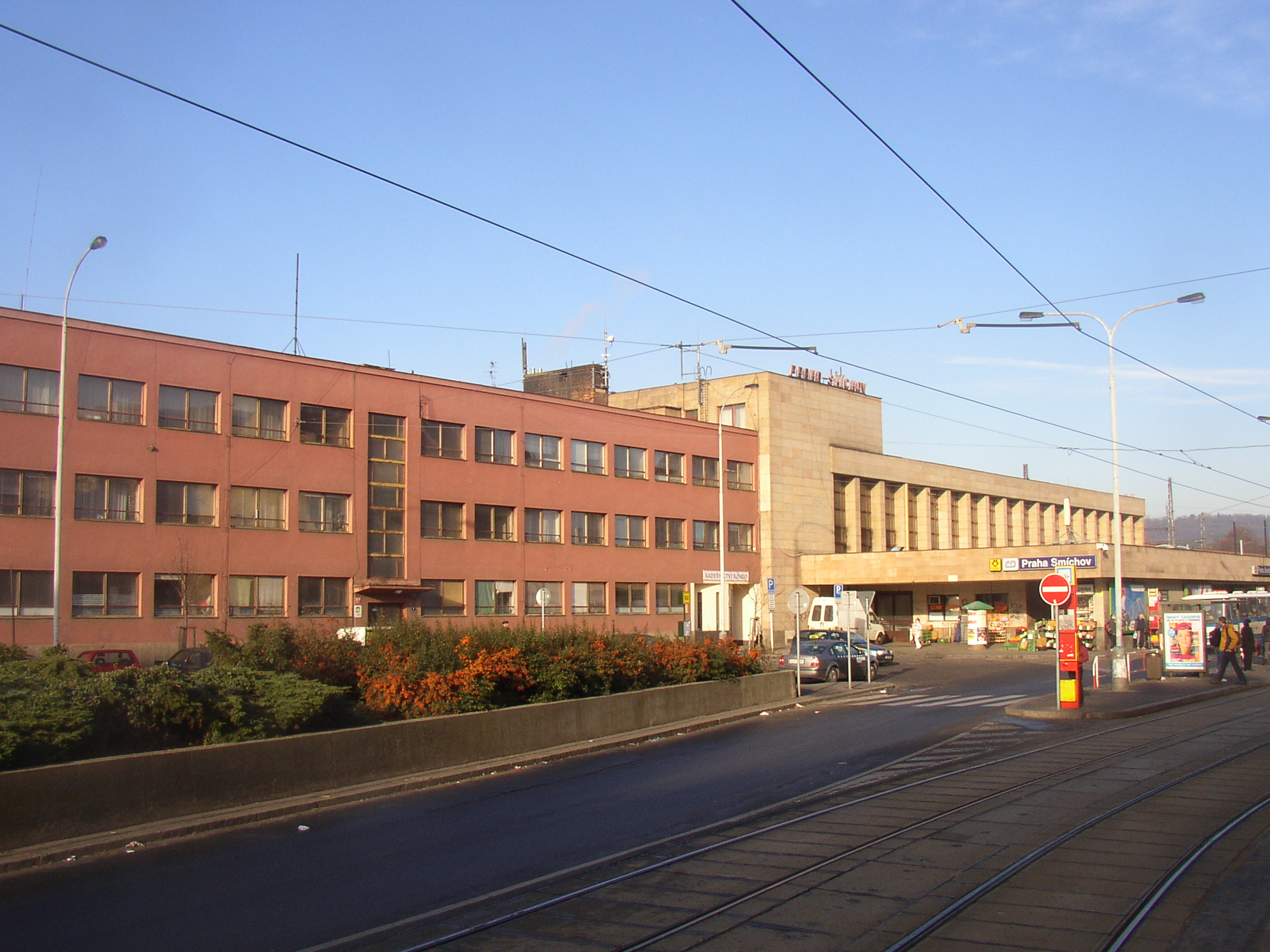
Nádraží Praha-Smíchov

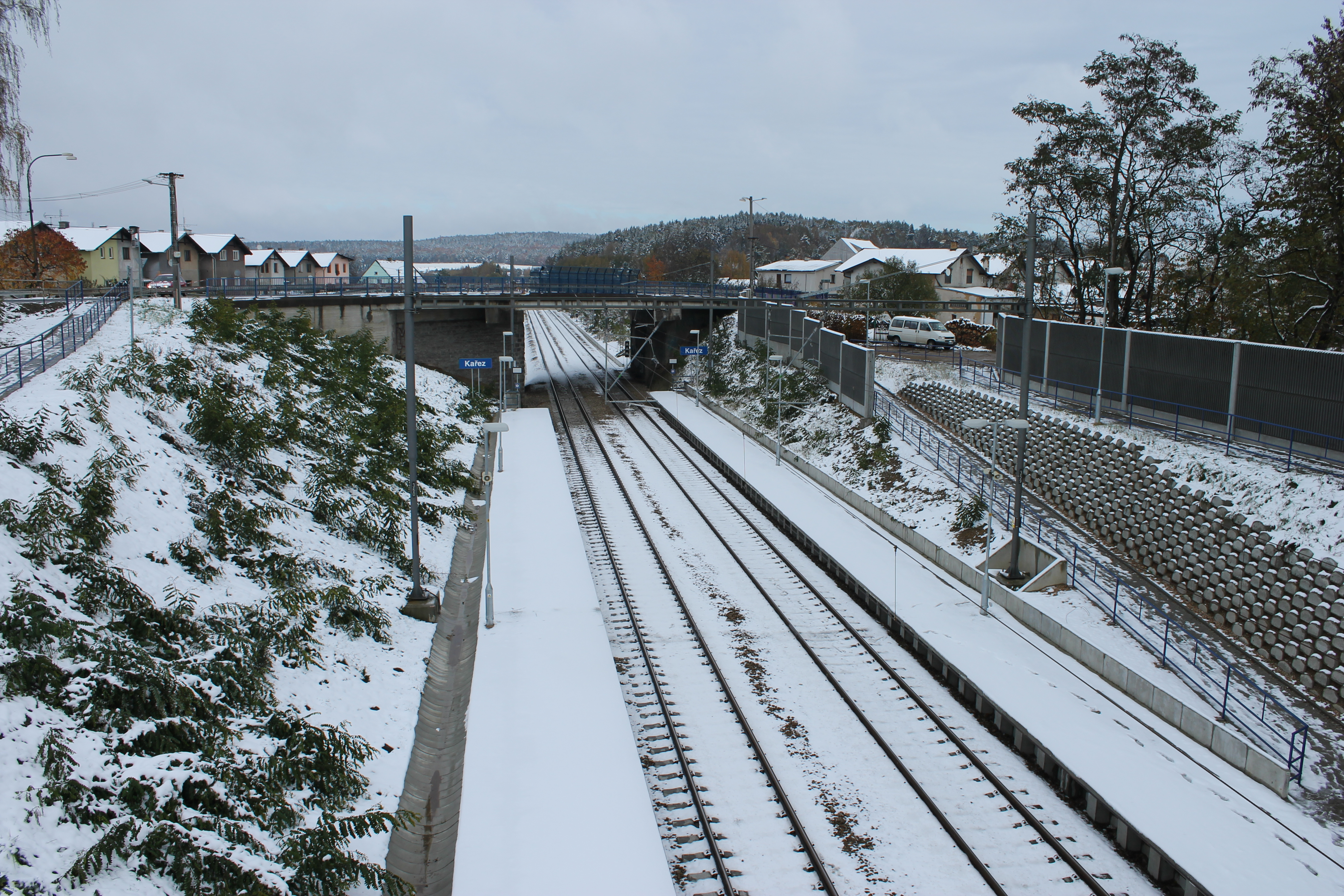
Nově vybudovaná železniční zastávka Kařez, která cestujícím nahradila stanici Zbiroh

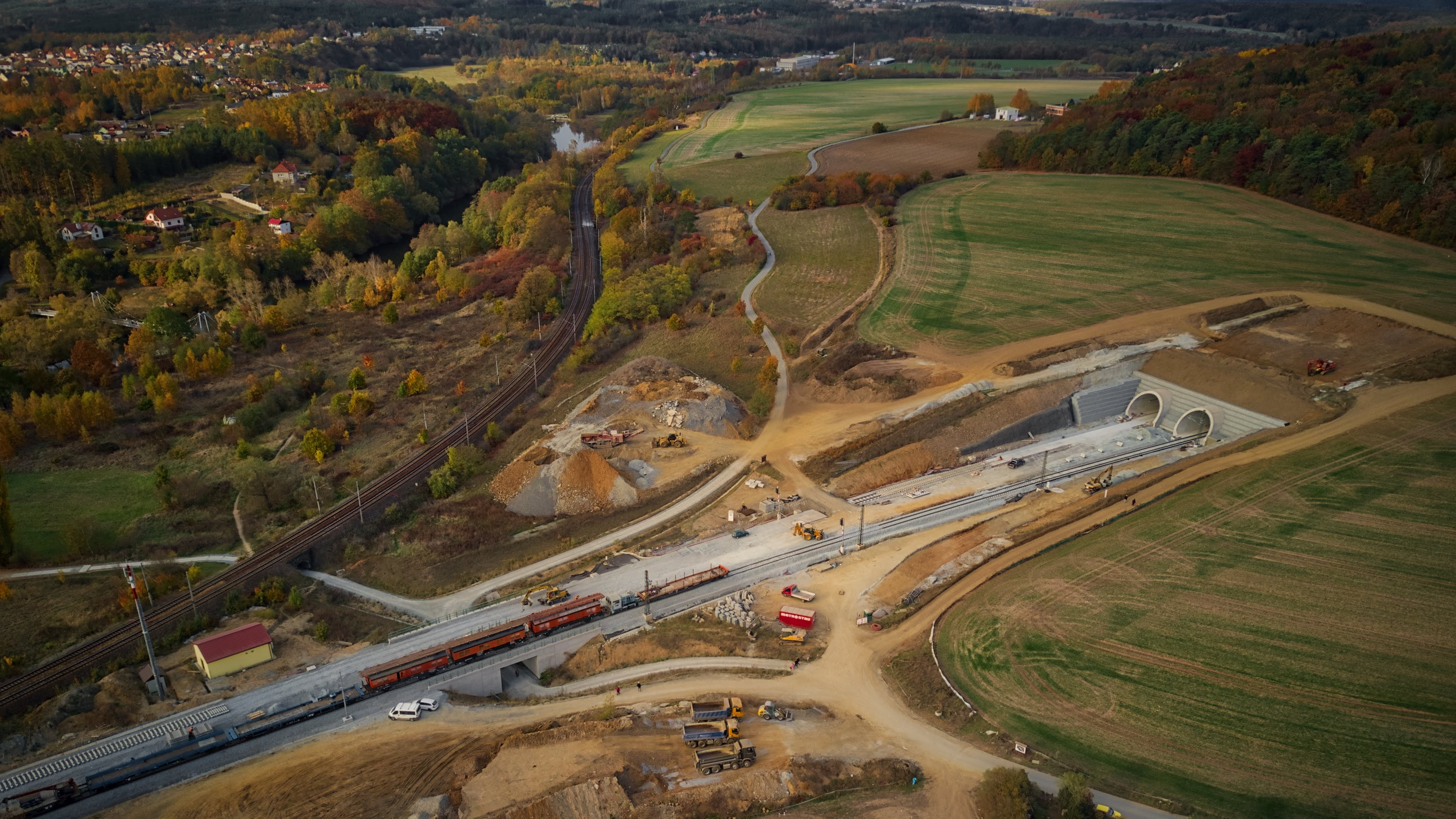
Tunel Ejpovice v listopadu 2018. Stará trať vedoucí do Chrástu u Plzně je vidět v pozadí.

Na traťovém úseku Praha (Západní nádraží, dnešní Praha-Smíchov) – Plzeň byl slavnostně zahájen provoz 14. července 1862. Úsek ze Smíchova na nádraží císaře Františka Josefa (dnešní Praha hlavní nádraží) vybudovala v roce 1872 Dráha císaře Františka Josefa. V době dokončení patřila trať společnosti Česká západní dráha a dále pokračovala do Furth im Wald (dnešní trať 180). V roce 1894 byla společnost zestátněna.
Ve 30. letech 20. století byla trať zdvojkolejněna a 22. ledna 1973 byla dokončena elektrizace úseku Praha–Beroun napájecí soustavou 3 kV DC. Mezi Berounem a Plzní byl elektrický provoz zahájen 5. června 1987. Na širé trati mezi stanicemi Beroun a Zdice tak vznikl styk železničních napájecích soustav 3 kV DC (na berounské straně) a 25 kV / 50 Hz (na plzeňské straně). V roce 1986 byla zprovozněna přeložka pod předmostím Barrandovského mostu v Praze.
V železniční stanici Zdice a v zastávce Mýto byly nově vybudovány napájecí stanice pro napájení troleje, dále v daném úseku bylo sneseno staré elektromechanické zabezpečovací zařízení a nově zprovozněno nové zabezpečovací zařízení typu AŽD 71 s číslicovou volbou, které je od roku 2010 na úseku Zdice–Rokycany nahrazováno novým zabezpečovacím zařízením ESA 11 a ve stanicích byly nainstalovány nové osvětlovací věže pro osvětlení kolejiště.[zdroj?]
V úseku Králův Dvůr-Popovice–Rokycany byla v roce 2012 dokončena modernizace v rámci budování III. železničního koridoru. Dne 27. dubna 2012 byl ukončen běžný provoz stanice Zbiroh, kde byla ponechána skupina nákladních kolejí připojená odbočkou z přeložené širé trati.
Probíhající rozsáhlá rekonstrukce III. železničního koridoru zachovala většinu původního tělesa nebo narovnala úseky do polohy umožňující větší rychlost. Výjimkou byla stavba přeložky trati v úseku Ejpovice – Plzeň-Doubravka, na níž se nachází mimo jiné Ejpovický tunel, jehož stavba byla zahájena roku 2013. Díky přeložce byla trať zkrácena a byly zlepšeny rychlostní poměry v úseku Plzeň–Rokycany. Jižní tubus tunelu byl otevřen 16. listopadu 2018. Tunel byl kompletně zprovozněn s příchodem nového jízdního řádu 9. prosince 2018. Původní trať vedla z Ejpovic přes zastávku Dýšina (dnes Dýšina-Horomyslice) do Chrástu u Plzně, kde se bezprostředně za přejezdem odkláněla vlevo od lokálky do Radnic. Dále pokračovala lesem, kolem Bukovce, až se několika oblouky stočila k současné trati a mezi výjezdovými tunelovými portály a zastávkou Plzeň-Doubravka se na ni napojila. Po převedení provozu na novou trať, vedoucí tunelem, byla stará trať kompletně snesena mezi Chrástem a Plzní. V úseku mezi Ejpovicemi a Chrástem byla demontována jedna z kolejí a elektrizace druhé odstraněna. Tato kolej byla ponechána a tvoří součást trati Ejpovice–Radnice.
Po dokončení optimalizace traťového úseku Beroun (včetně) – Králův Dvůr (včetně), která probíhala v letech 2016–2021 je celá trať z Berouna až do Chebu po rekonstrukci. Úsek Praha–Beroun nebylo původně v plánu nijak významně rekonstruovat, a to kvůli plánům na výstavbu 24,7 km dlouhého vysokorychlostního tunelu, který by vedl dopravu po novém tělese. Jeho zprovoznění bylo původně plánováno na rok 2021, nyní se odhaduje na rok 2038. Vzhledem k tomu, že stávající trať je na hraně životnosti, bylo rozhodnuto o její optimalizaci v původní stopě. Úsek Praha-Smíchov (mimo) – Praha-Radotín (včetně) již byl zmodernizován, během optimalizace, která probíhala v letech 2019–2023, byla postavena v roce 2020 provizorní odbočka Barrandov. Ostatní úseky jsou v přípravě. V letech 2023–2026 probíhá modernizace úseku Karlštejn – Beroun, celá trať by měla být optimalizována nejdříve v roce 2028.

## Trasa

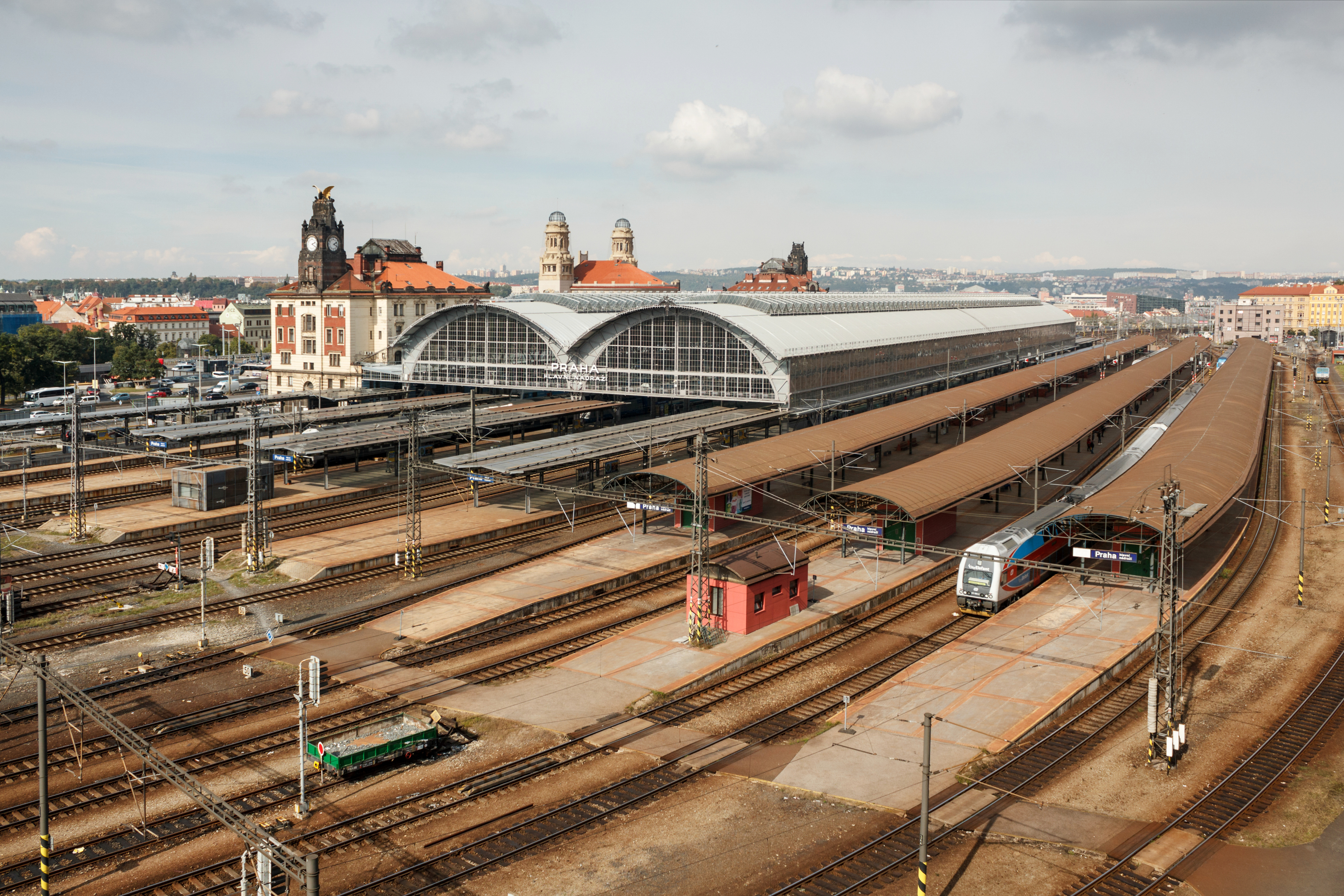
Praha hlavní nádraží

Údaje za názvy stanic v závorkách, psané kurzívou značí nadmořskou výšku příslušné stanice.
Trať začíná na pražském hlavním nádraží (210 m). Po projetí vinohradských železničních tunelů pokračuje Nuslemi, pod Vyšehradem a po železničním mostě překračuje Vltavu na Smíchov (200 m). Podél Strakonické ulice vede do Velké Chuchle, v Radotíně se přibližuje k řece Berounce a opouští území hlavního města. Prochází hustě zastavěným údolím Berounky – zástavbou měst Černošice, Dobřichovice a Řevnice (210 m). Až do zastávky Černošice-Mokropsy trať vede po jejím levém břehu, mezi zastávkami Černošice-Mokropsy a Všenory překonává trať řeku Berounku a odtud je vedena až do Berouna po jejím pravém břehu. Trať tak fakticky kopíruje směr jejího říčního koryta.

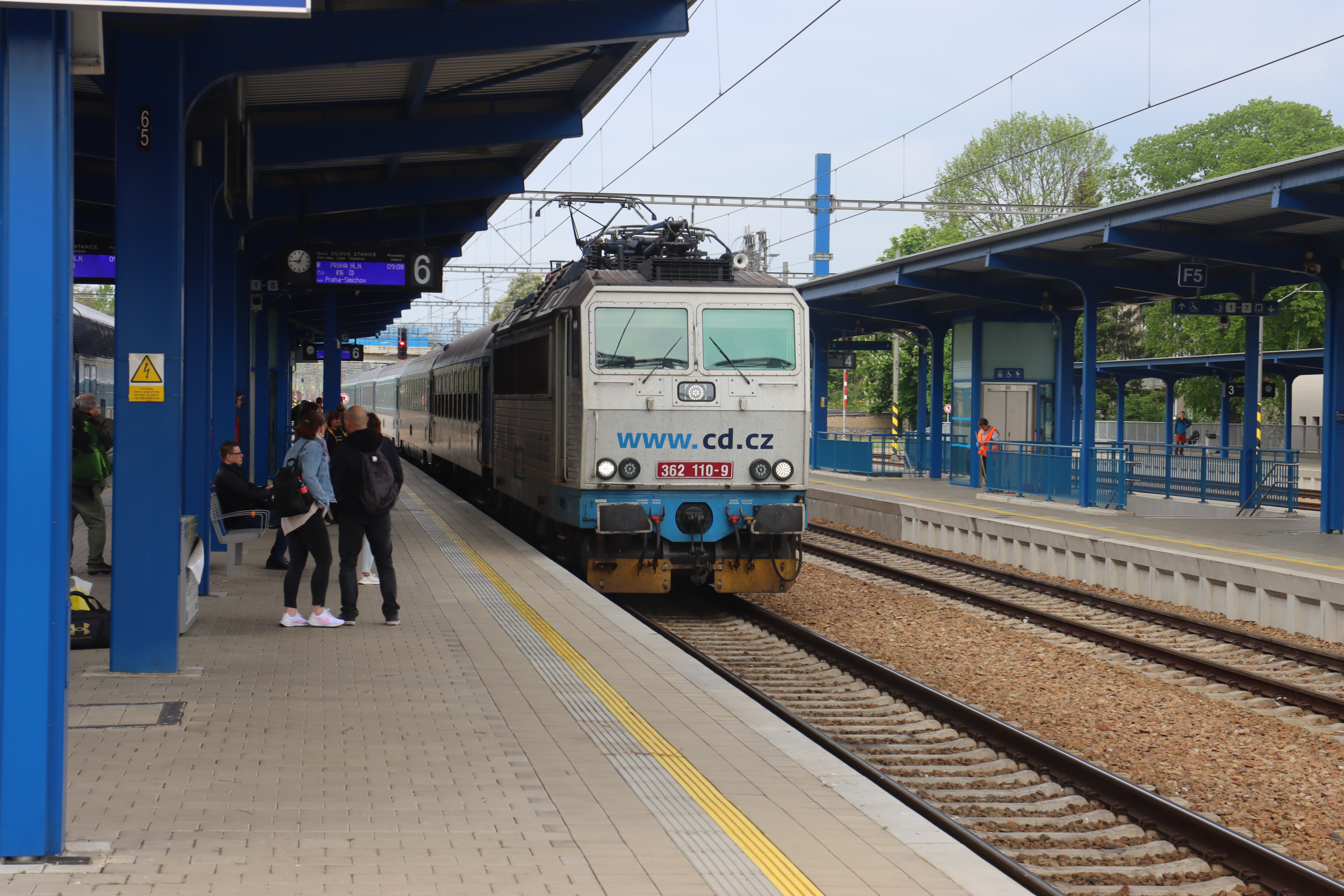
Nádraží v Berouně

Souvislou zástavbu trať opouští až za obcí Srbsko a údolím Berounky pod tetínskou skálou vchází zanedlouho do Berouna (225 m). Tam se odklání od toku řeky Berounky a pokračuje průmyslovou zástavbou okolo cementáren a železáren přes Králův Dvůr do Zdic (260 m), přičemž v úseku Beroun–Zdice sleduje přibližně tok říčky Litavky. Za Zdicemi trať projíždí malebnou podbrdskou krajinou, od Valchy (část obce Praskolesy) vede nad údolím Červeného potoka, nad kterým je zrekonstruovaný železniční most v Praskolesech. Trať dále prochází  Hořovicemi (360 m). Mezi Hořovicemi a Cerhovicemi trať projíždí tunelem Osek. Za Hořovicemi odbočuje železniční vlečka do Komárova, jedoucí okolo Oseku. Mezi Cerhovicemi a Kařezem (445 m) opouští železnice okres Beroun a vůbec celé střední Čechy a vstupuje do západních Čech do okresu Rokycany.

Mezi Zbirohem a Mýtem trať míjí četné rybníky. V této oblasti leží nejvýše položená stanice v úseku Praha–Plzeň, a to Kařízek (460 m). Za železniční stanicí Holoubkov prochází trať hlubokým lesem. Poté klesá do rokycanské kotliny s městem Rokycany (370 m), podjíždí dálnici D5 a za Ejpovicemi zabočuje do Ejpovického tunelu. Tunel končí na úpatí vrchu Chlum a překračuje hranice Plzně. Trať prochází sídlištěm Doubravka, mostem překračuje řeku Úslavu a vchází na východní zhlaví železniční stanice Plzeň hlavní nádraží (325 m).

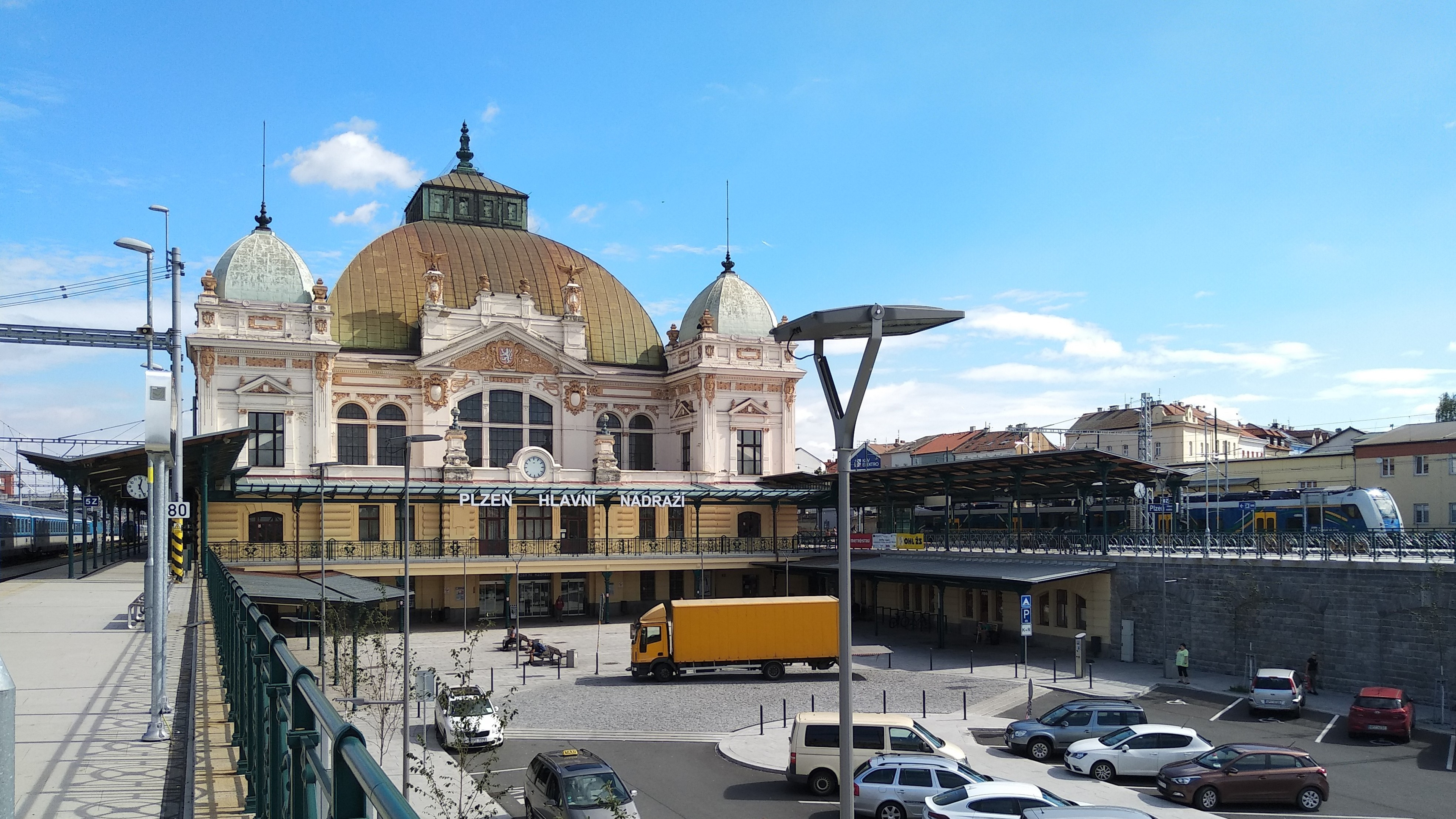
Plzeň hlavní nádraží

## Osobní doprava
V úseku Praha–Beroun byl provoz osobních vlaků od elektrizace zajišťován převážně jednotkami řady 451 a 452. V době, kdy jednotky již dožívaly a byl jich nedostatek, byly nasazovány ve variantě se čtyřmi vloženými vozy, tedy šestivozové, což bylo umožněno rovinatým charakterem trati. Během roku 2010 postupně veškerou dopravu převzaly jednotky řady 471 (City Elefant) jezdící v dopravních špičkách ve dvojicích i jako na jediné trati v trojicích. V úseku Praha–Řevnice jezdí posilové spoje skládající že dvou třetin popsaných souprav. Na trati bylo dříve možné se setkat i s prototypem řady 470 nebo v brzkých ranních hodinách s motorovými vozy 810. V současné době[kdy?] jezdí na trati též vratná souprava s lokomotivou 163, vozy Bdmteeo a Bdmtee268 a řídicím vozem Bfhpvee295 (případně též dvěma lokomotivami řady 163). Mezi Berounem a Plzní byly v provozu osobní vlaky sestavené z dvousystémových elektrických lokomotiv, osobních vozů a řídicích vozů. Od roku 2022 jezdí v úseku elektrické jednotky RegioPanter.[zdroj?]
Osobní dopravu na trati zajišťovaly v roce 2024 vlaky kategorie IC, EC, Ex, R a Os. Mezi Prahou a Plzní jezdí vlaky Pendolino v kategorii IC, které pokračují do až do Františkových Lázní a Karlových Varů. Po trati také jezdí expresy Západní Expres směřující z Prahy do Plzně a dále až do Mariánských Lázní a Chebu a Bavorský expres jedoucí taktéž z Prahy do Plzně, přičemž pokračuje dále do Holýšova, Domažlic a německého Mnichova.

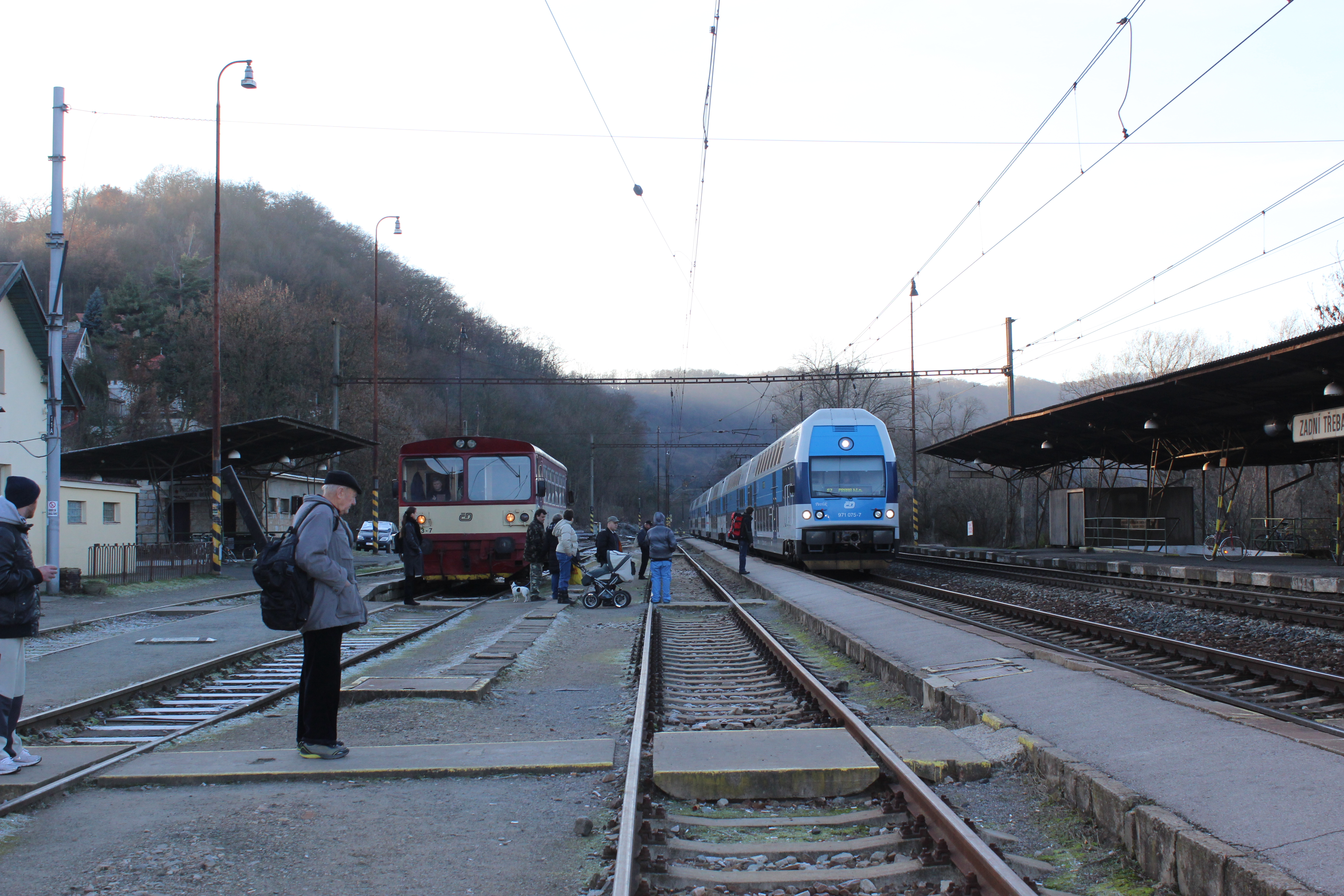
Nádraží v Zadní Třebani

Osobní vlaky a rychlíky v úseku Praha–Kařez jsou integrovány do systému Pražské integrované dopravy (PID) a systému Esko. Vlaky jsou označeny jako linky S7 v trase (Český Brod – ) Praha – Beroun, S70 v trase Beroun–Rokycany–Plzeň–Přeštice–Klatovy (v úseku Kařez–Klatovy jsou vlaky na lince P2 Integrované dopravy Plzeňského kraje) a R16 pro rychlíky na trase Praha – Beroun – Plzeň – Klatovy – Železná Ruda-Alžbětín). V úseku Beroun–Zdice jsou provozovány osobní vlaky linky S60, které pokračují dále do Příbrami, Březnice, Blatné nebo Strakonic a rychlíky R26 směřující do Příbrami, Písku a Českých Budějovic. V úseku Plzeň–Rokycany jezdí také osobní vlaky linky P21 pokračující dále do Hrádku, Mirošova či Příkosic. Mezi Plzní a Ejpovicemi jezdí také linka P22, která směřuje z Ejpovic dále do Radnic a z Plzně až do Pňovan a Bezdružic. O víkendech a svátcích během letní sezóny jezdí také spěšný vlak linky T6 s názvem Cyklo Brdy, který jezdí z Prahy do Blatné (po trati v úseku Beroun–Zdice).[zdroj?]

## Stanice a zastávky

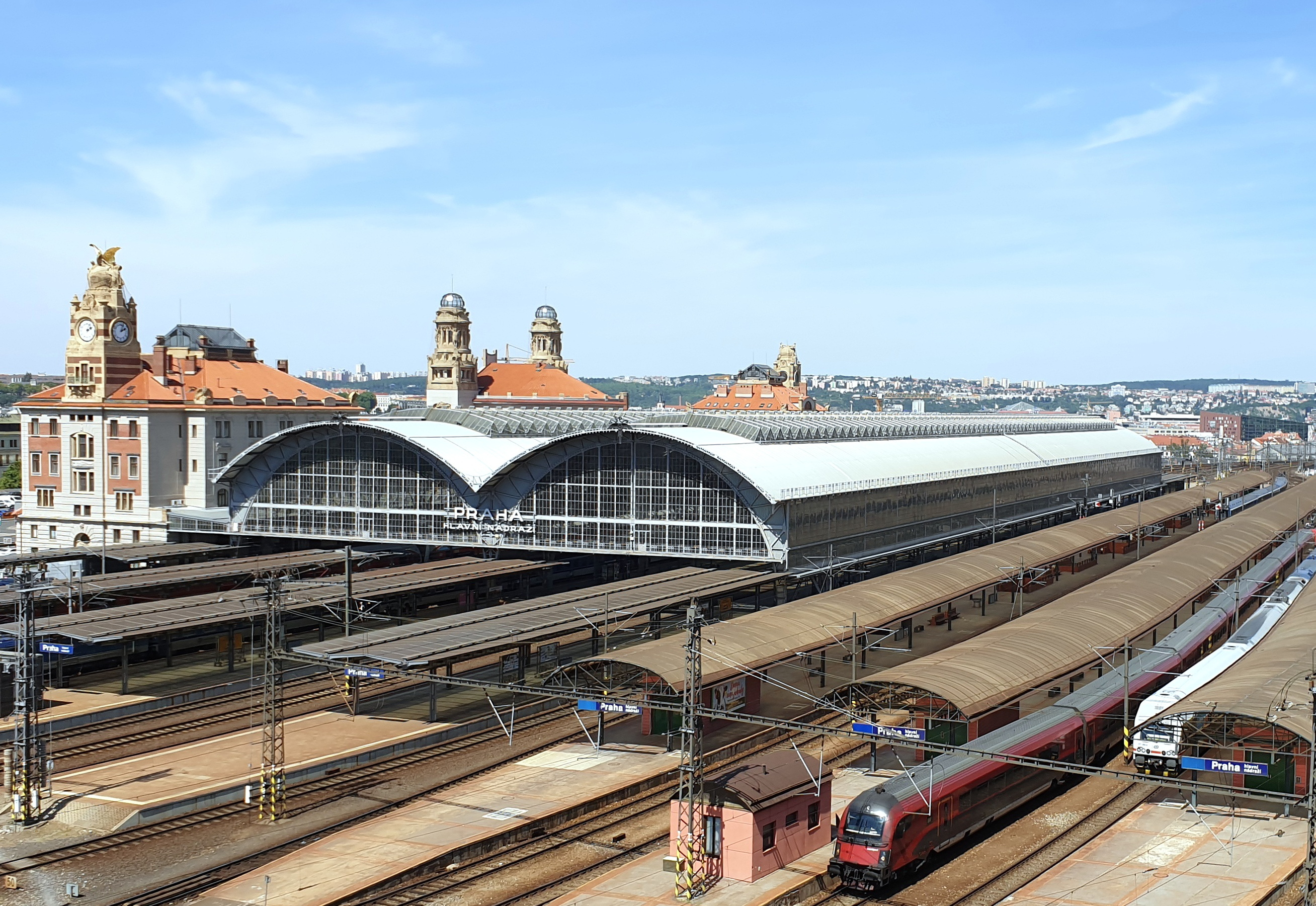
Praha hlavní nádraží
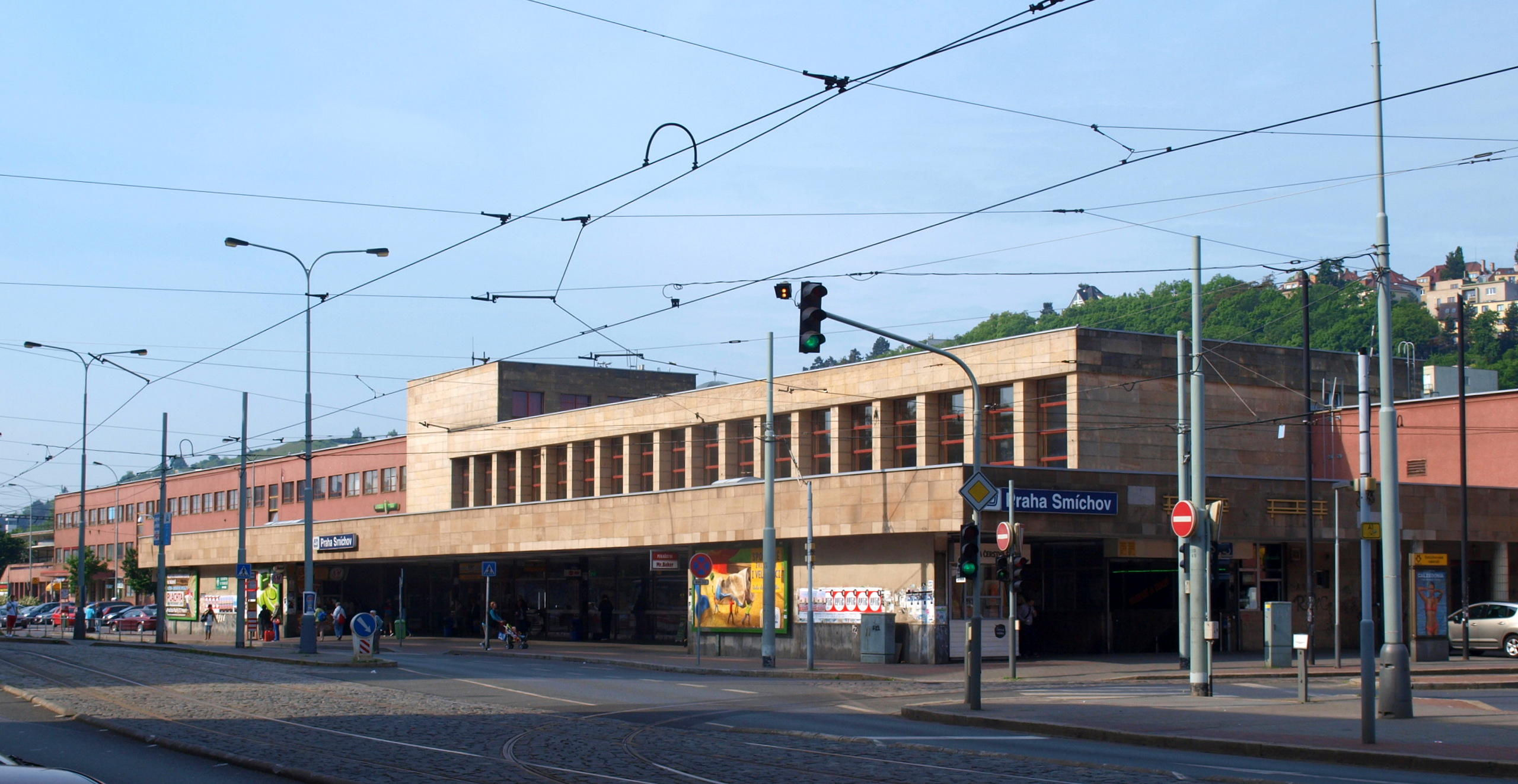
Praha-Smíchov
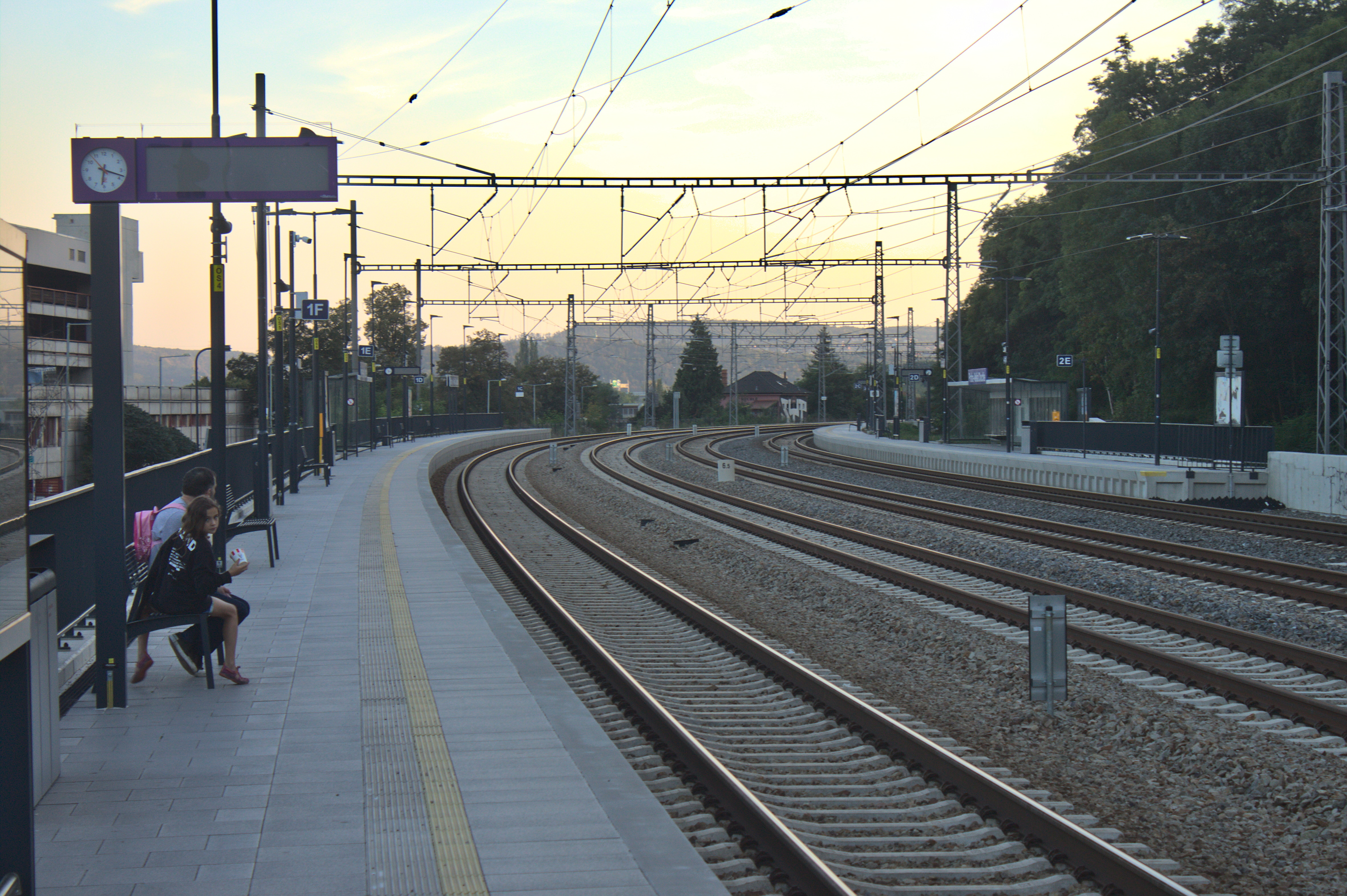
Praha-Velká Chuchle
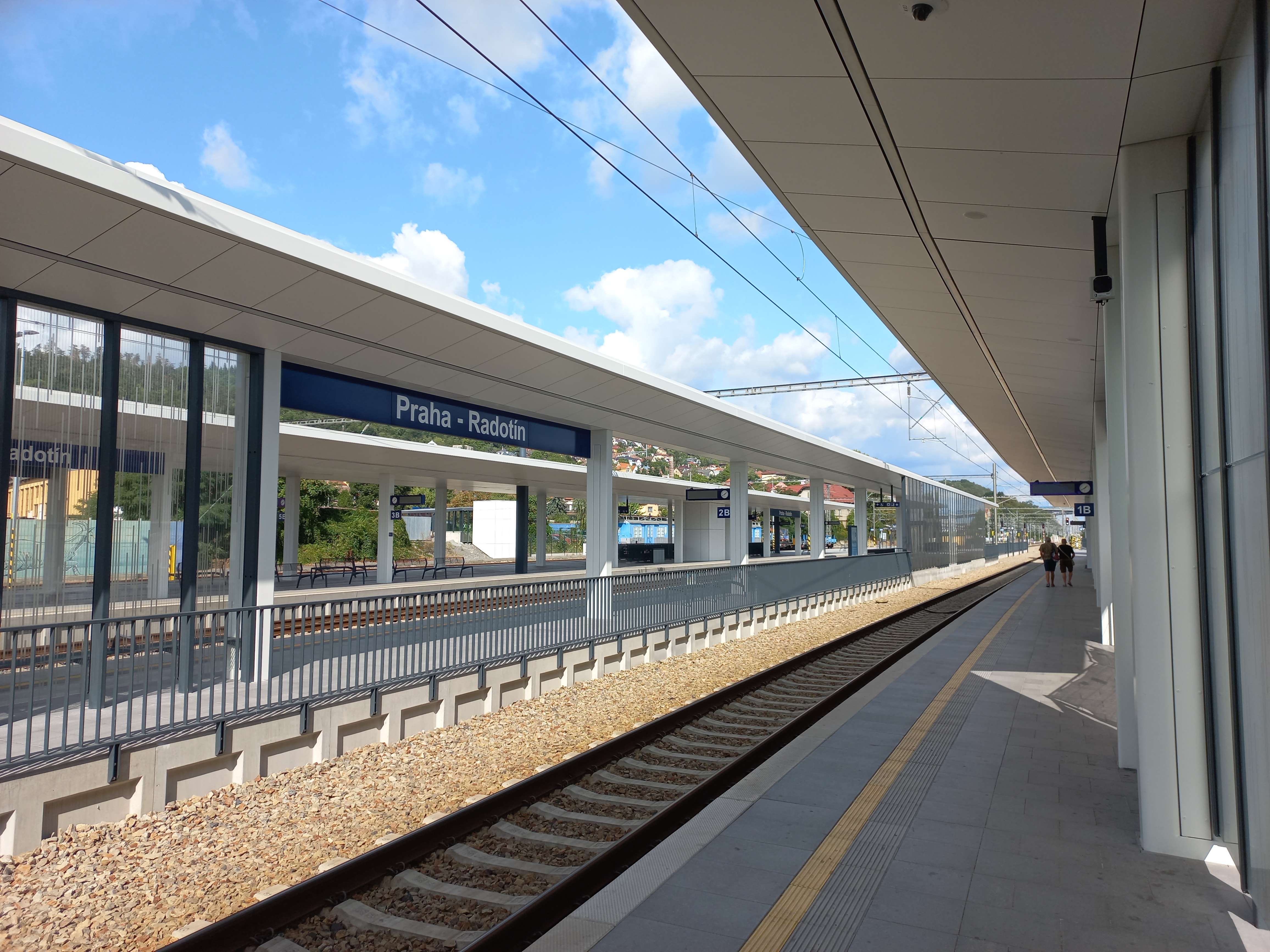
Praha-Radotín
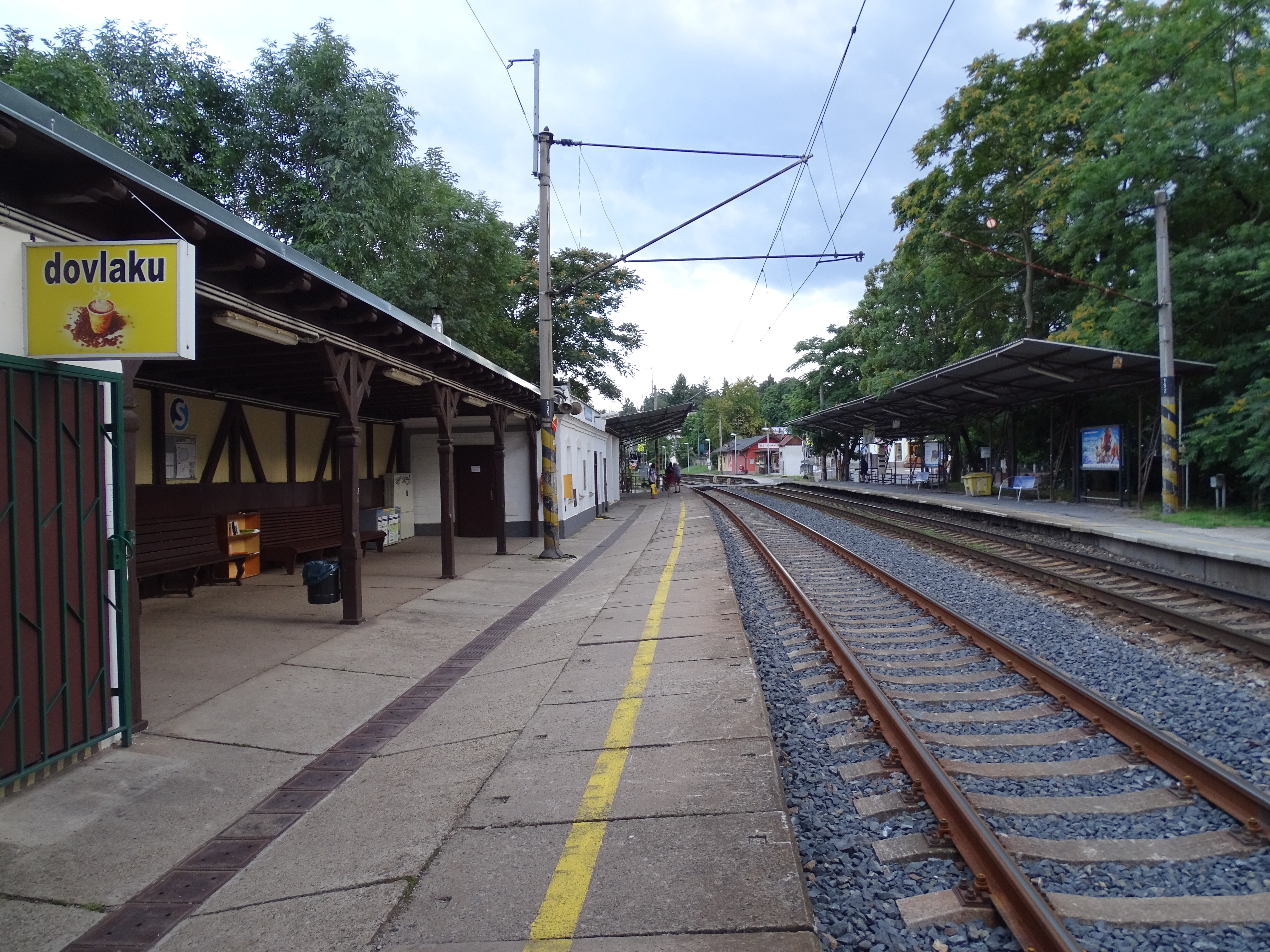
Černošice
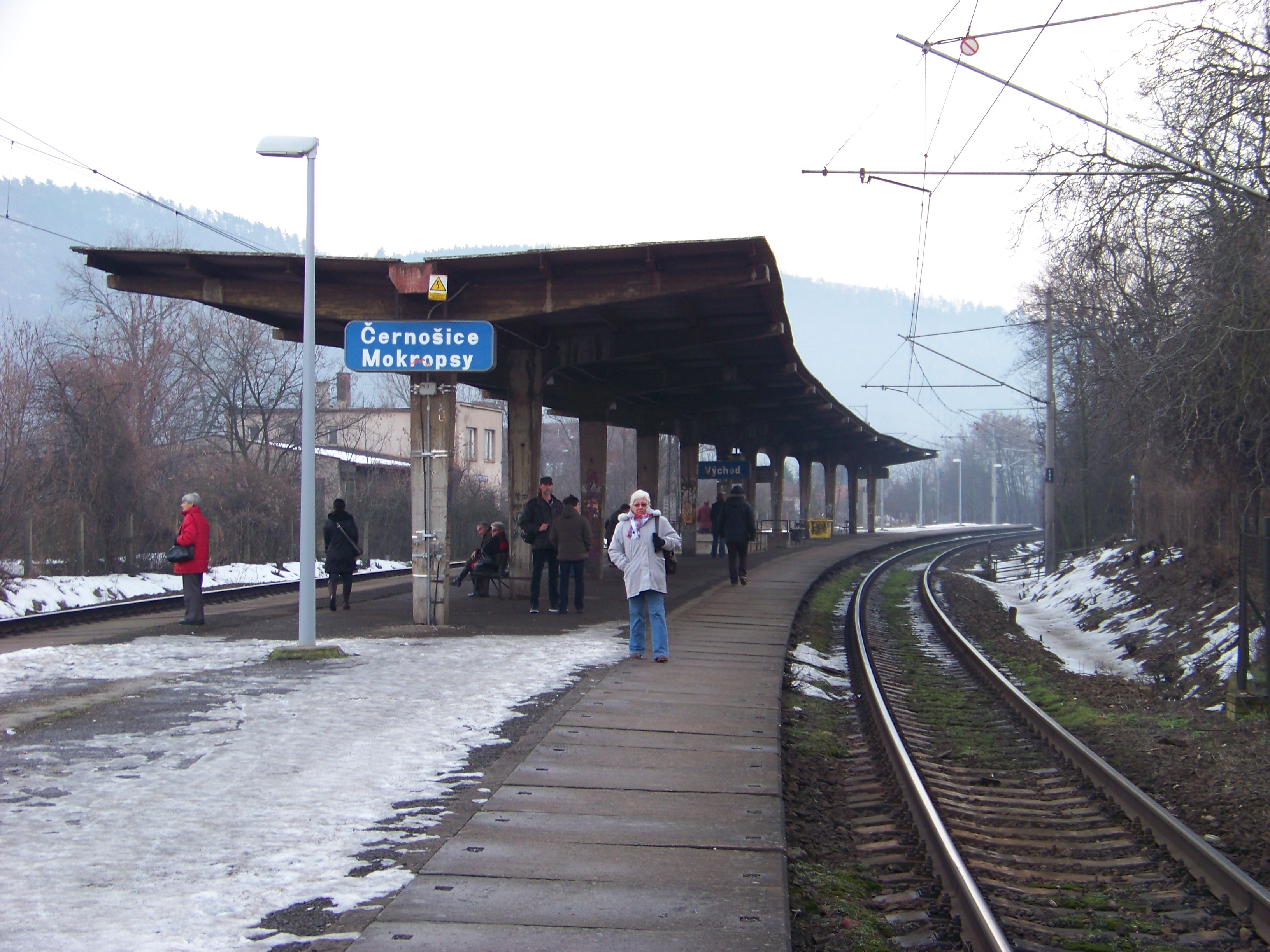
Černošice-Mokropsy
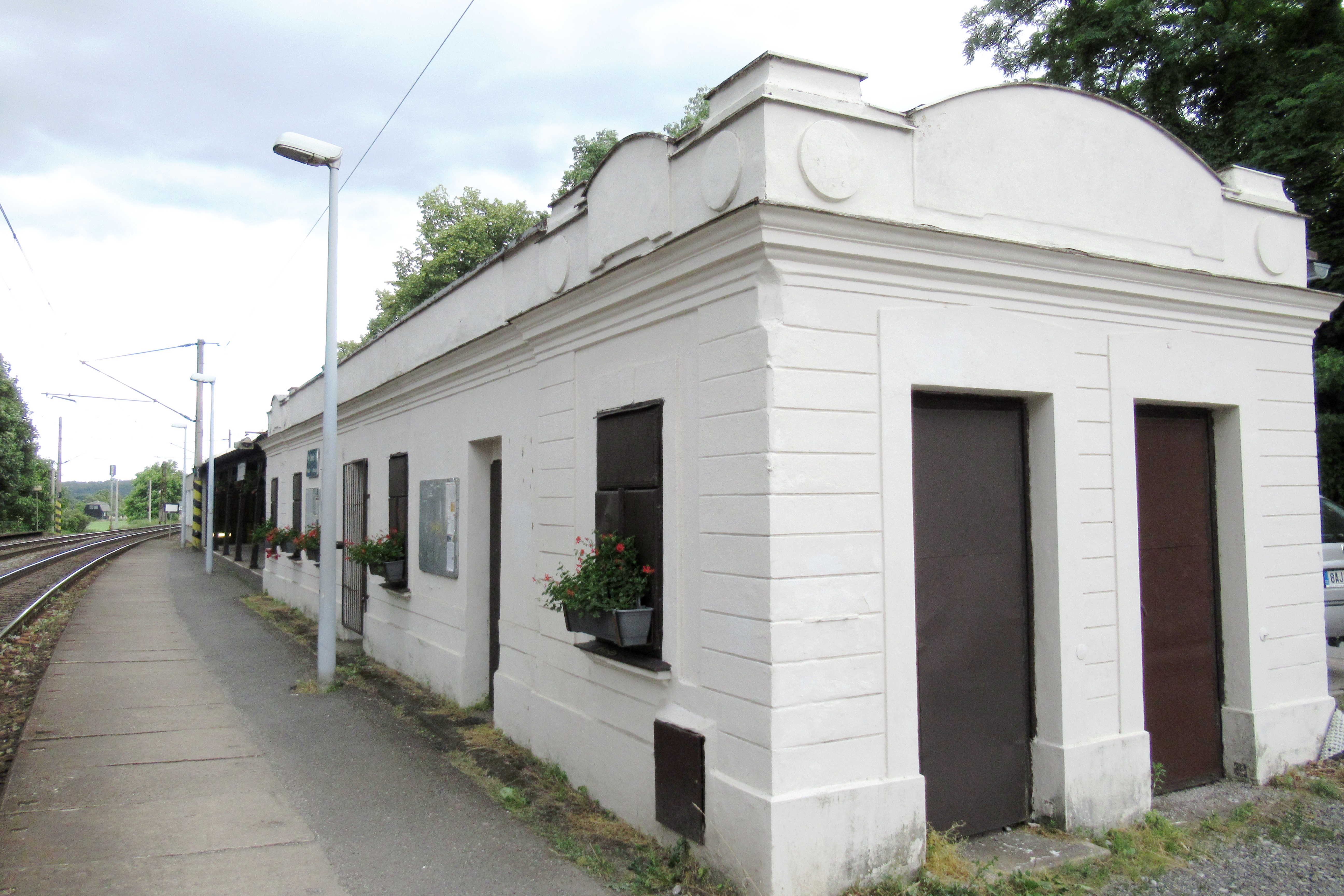
Všenory
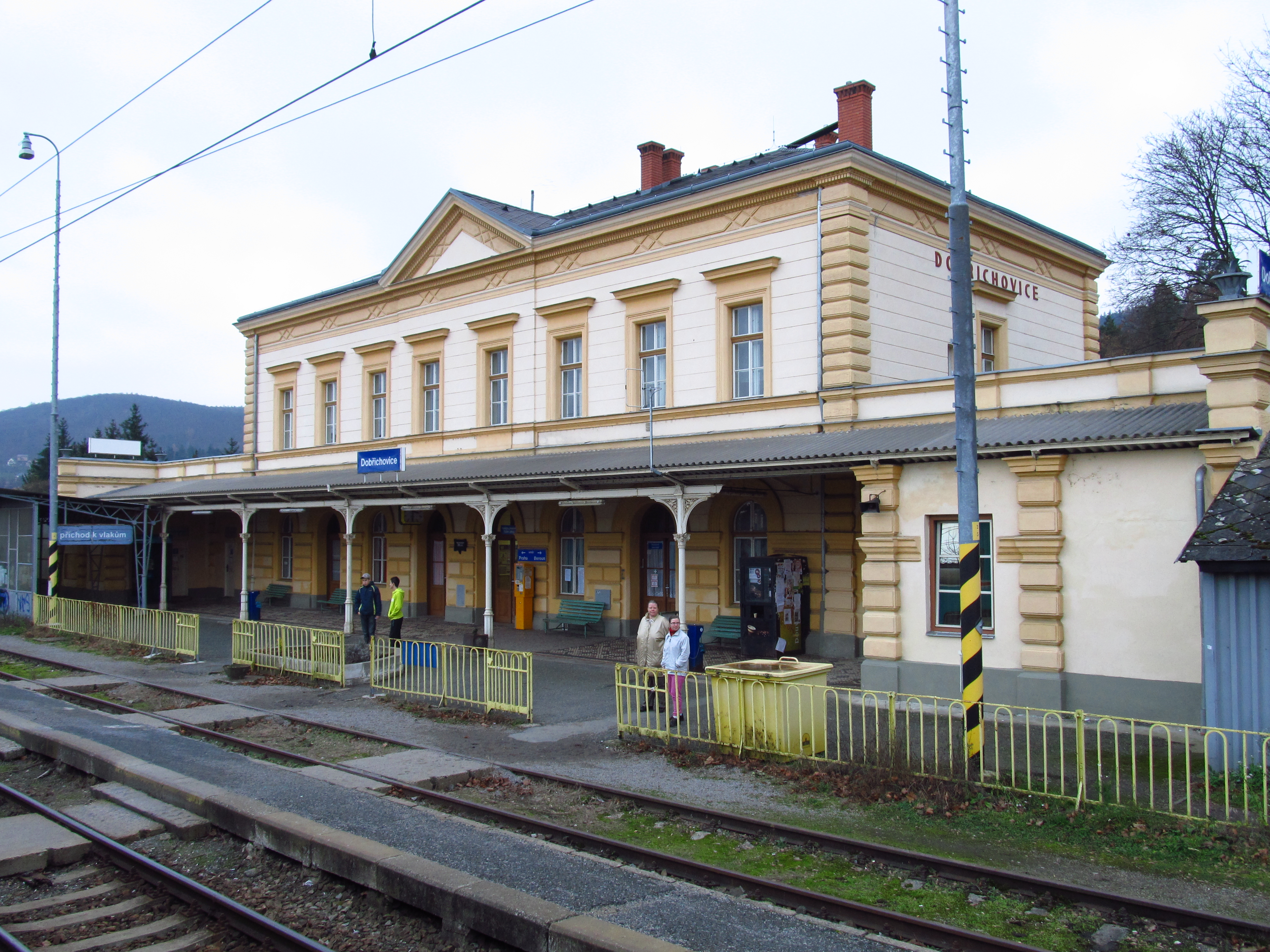
Dobřichovice
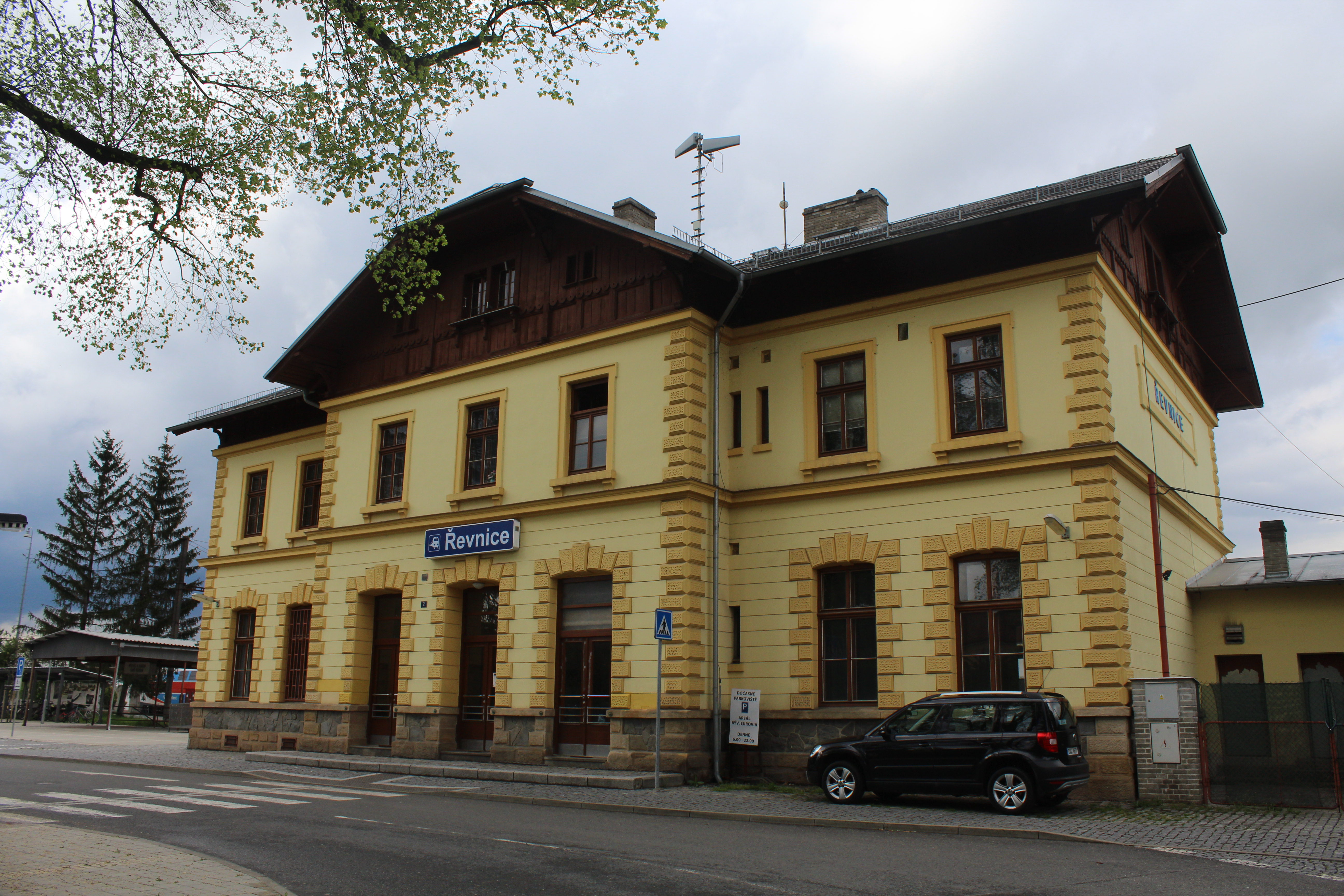
Řevnice
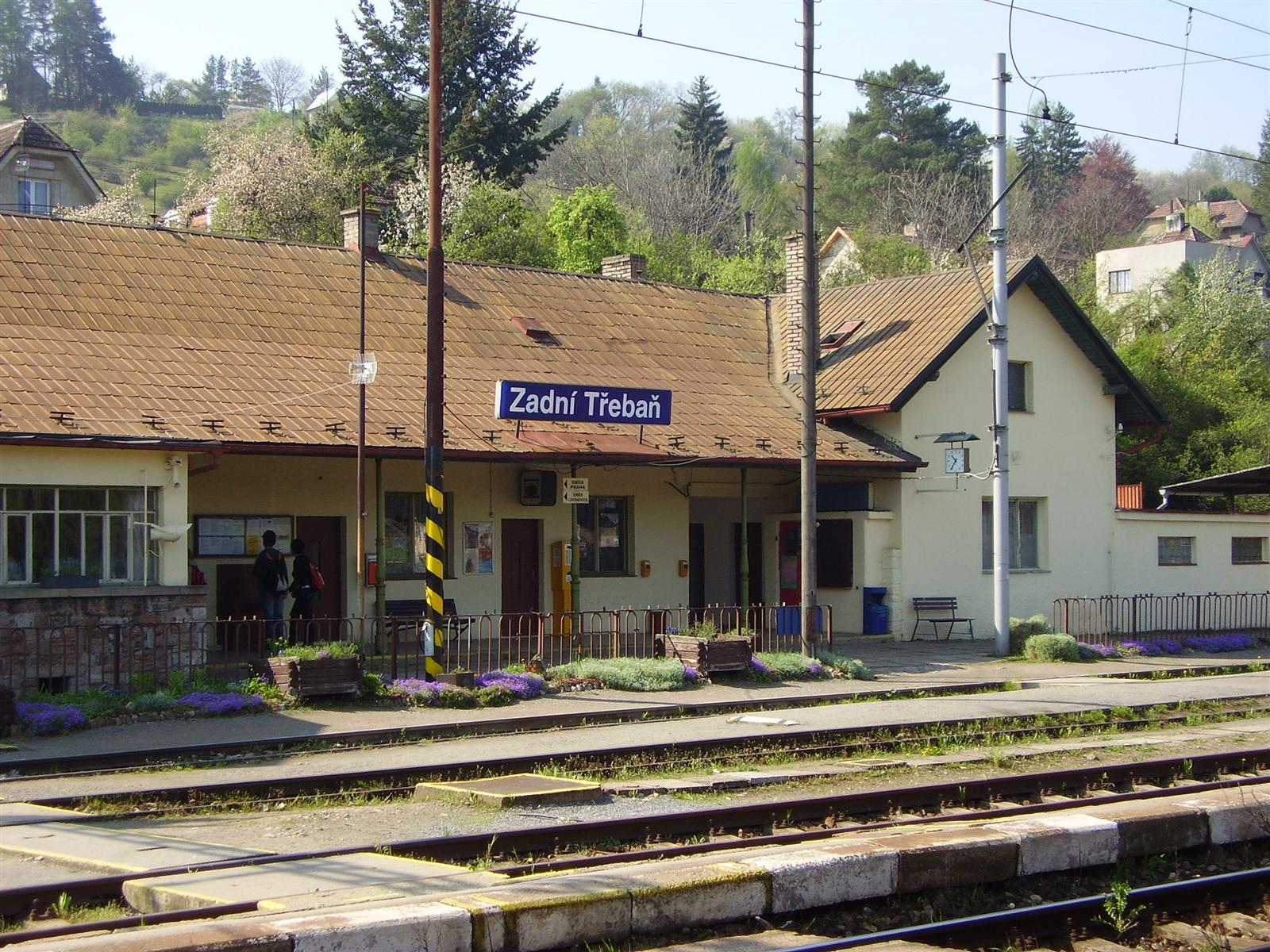
Zadní Třebaň
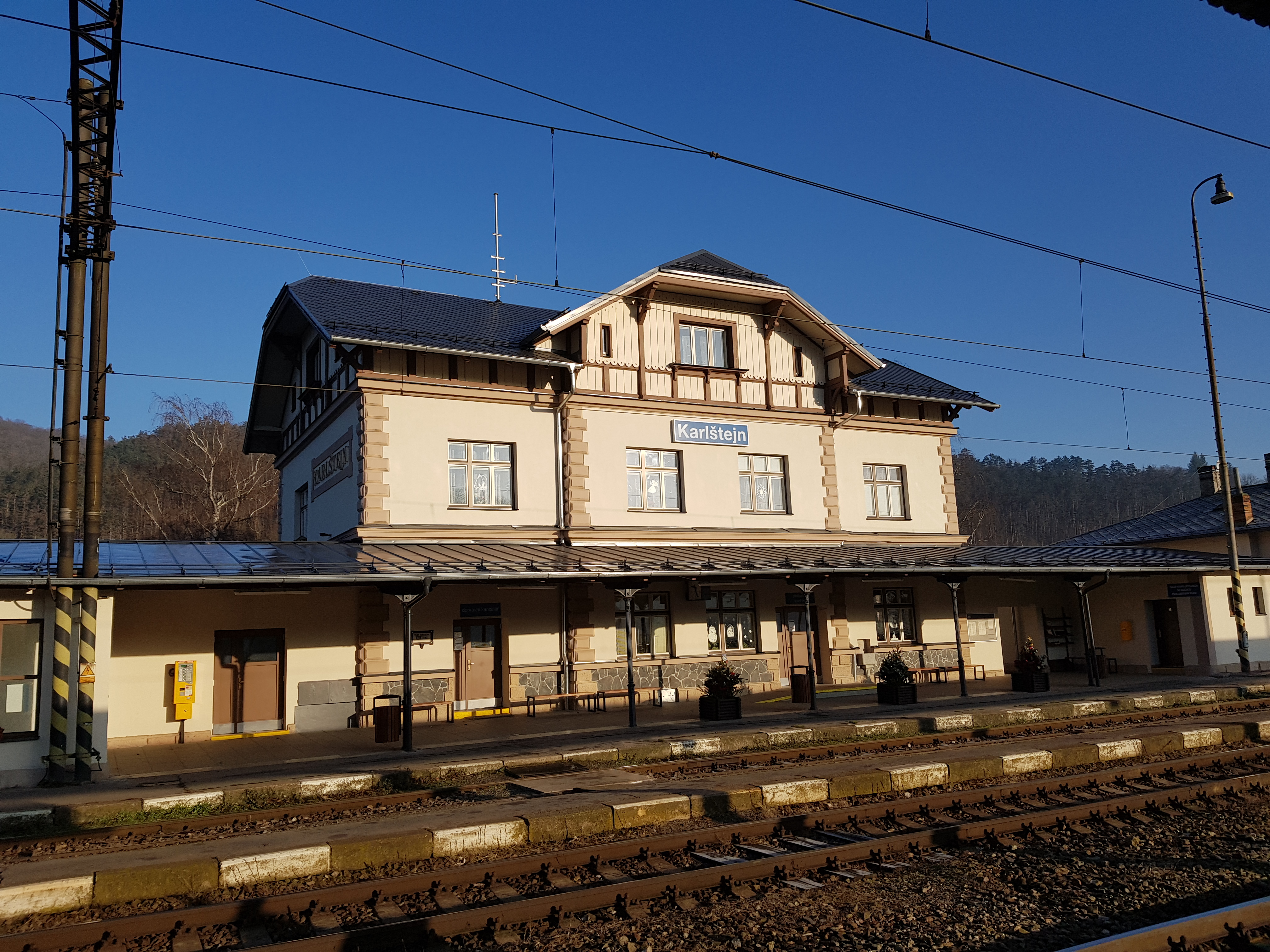
Karlštejn
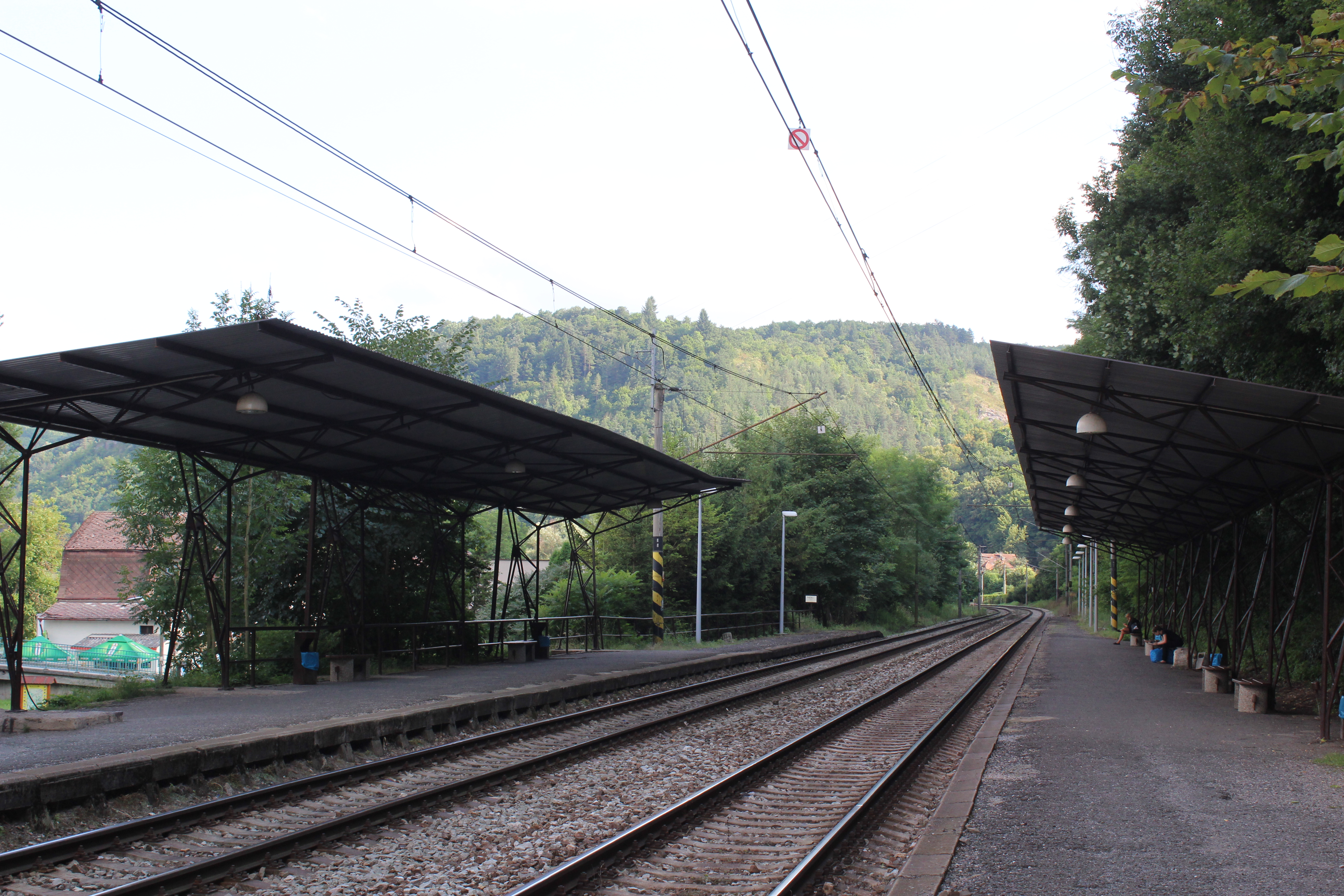
Srbsko
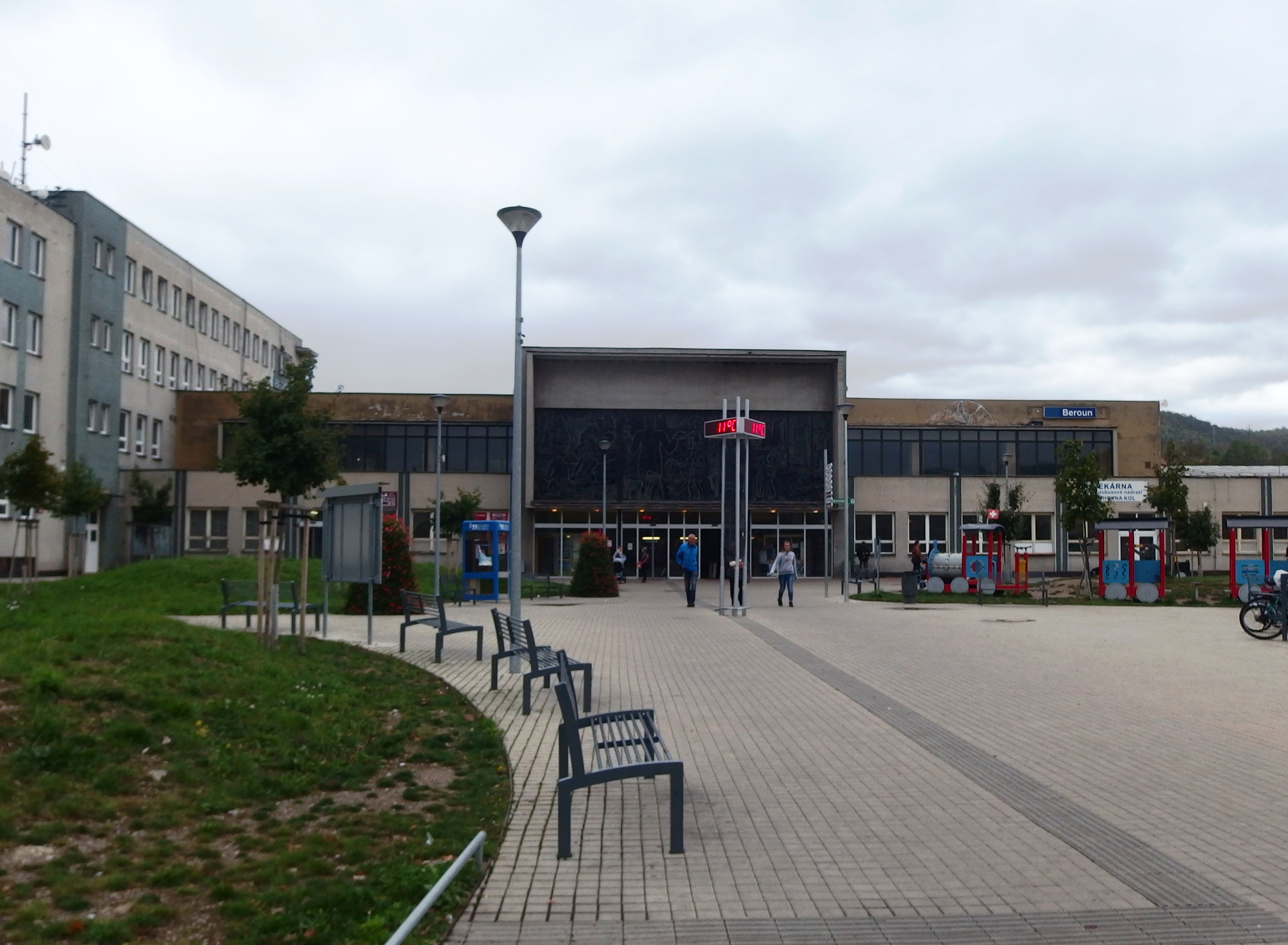
Beroun
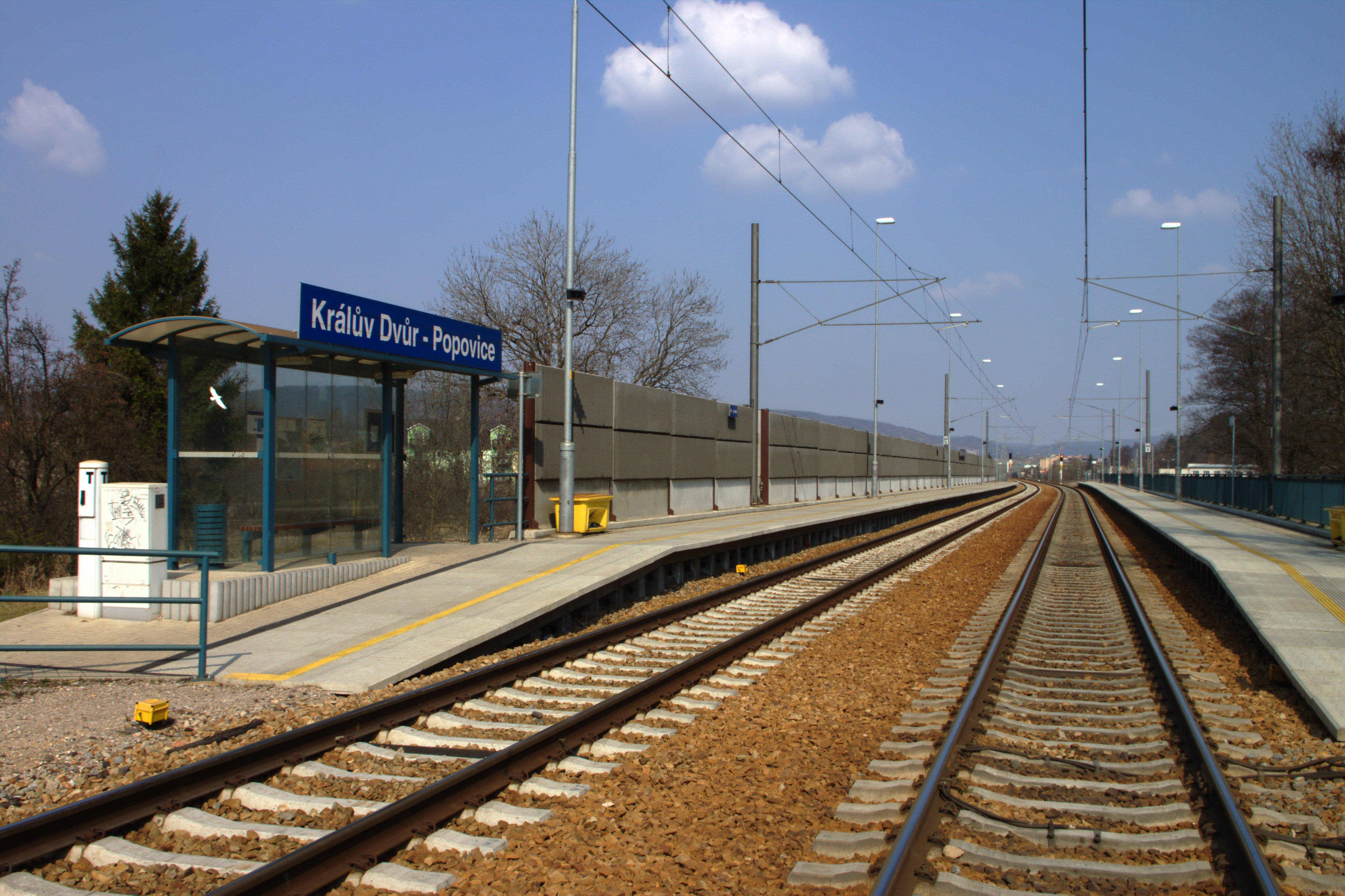
Králův Dvůr-Popovice
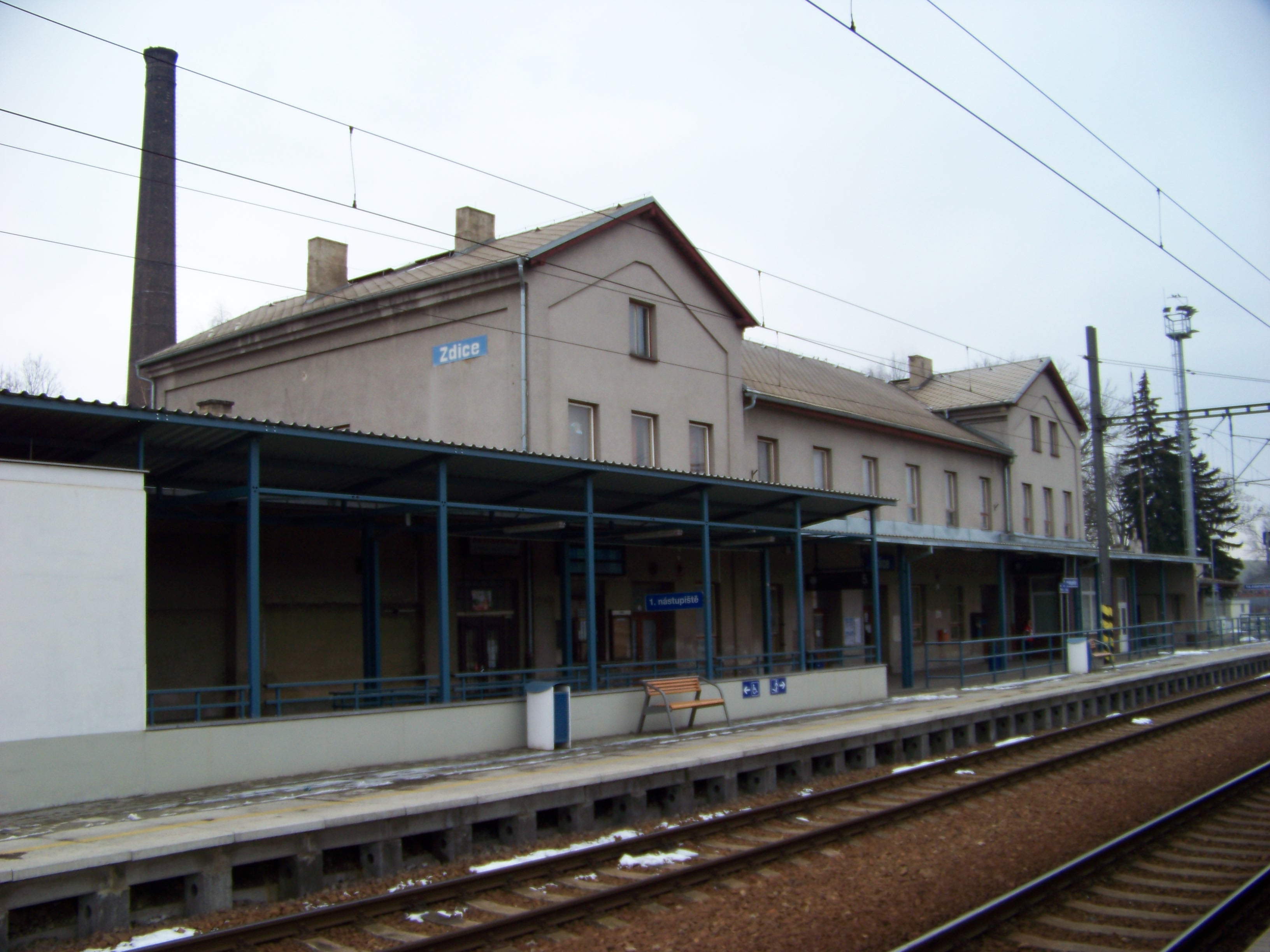
Zdice
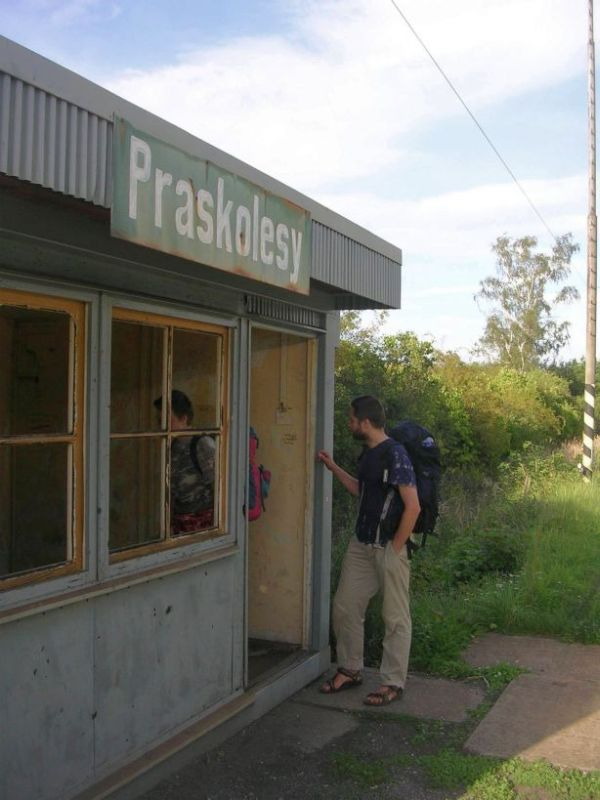
Praskolesy (před rekonstrukcí)
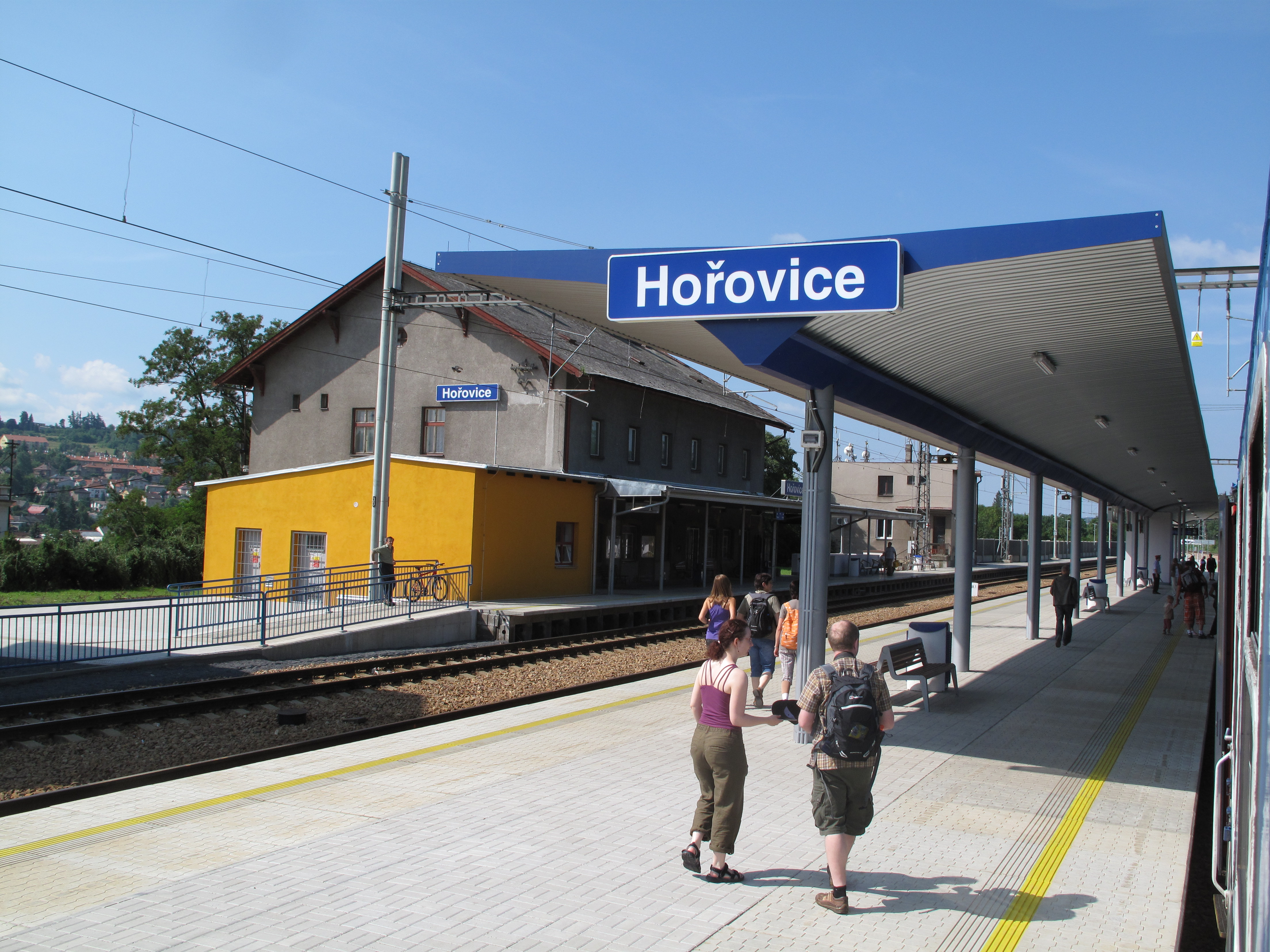
Hořovice
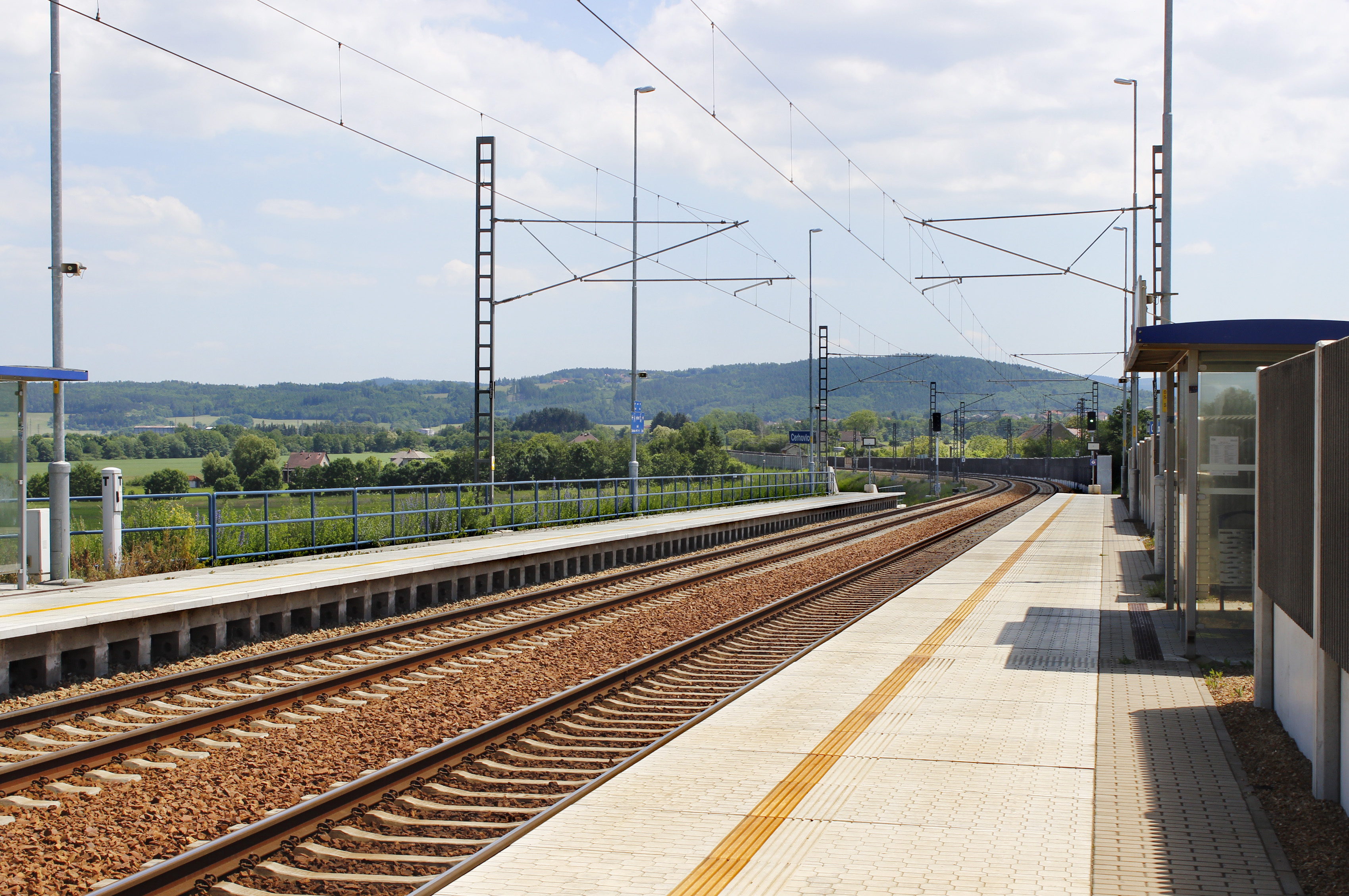
Cerhovice
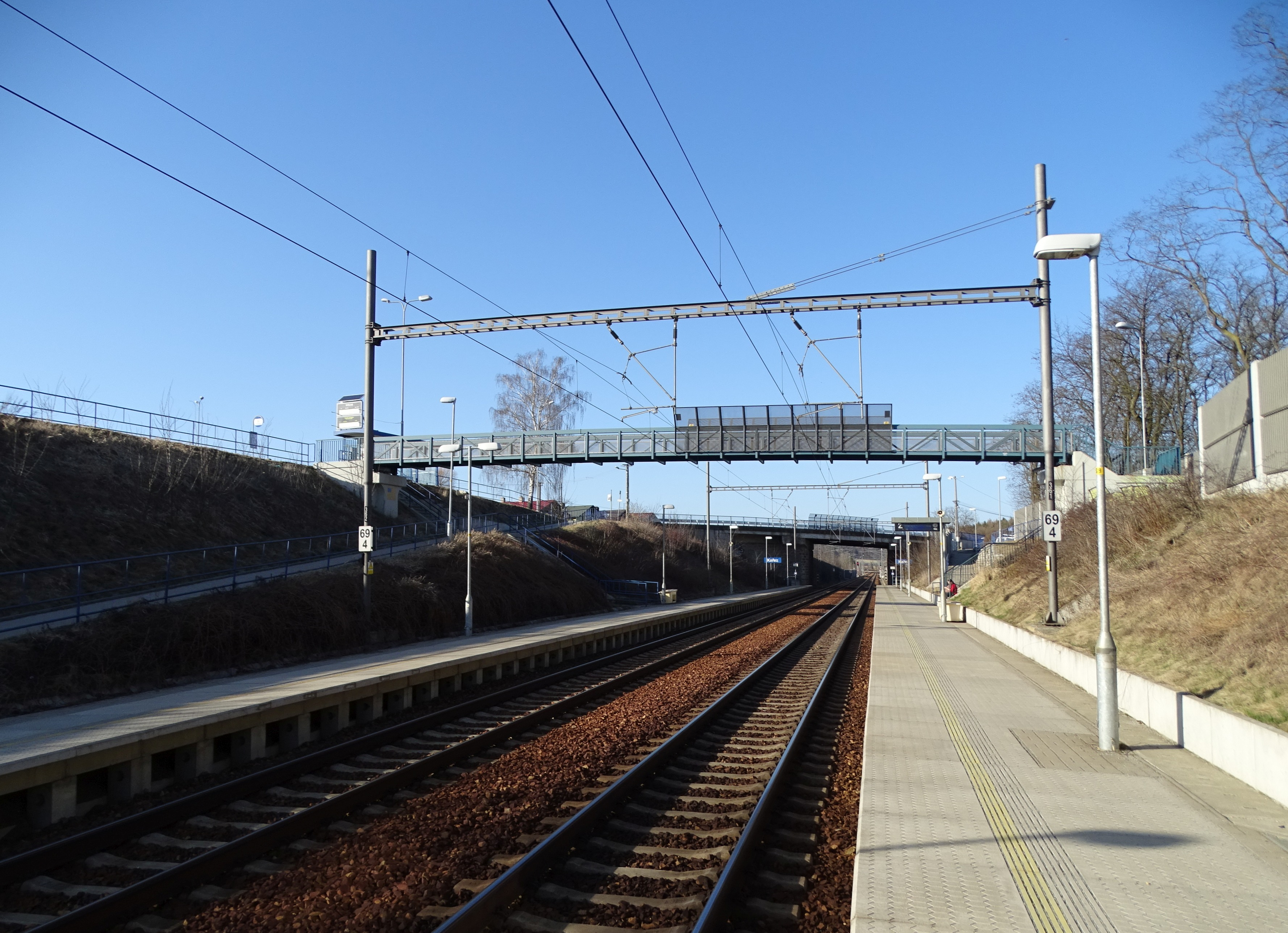
Kařez
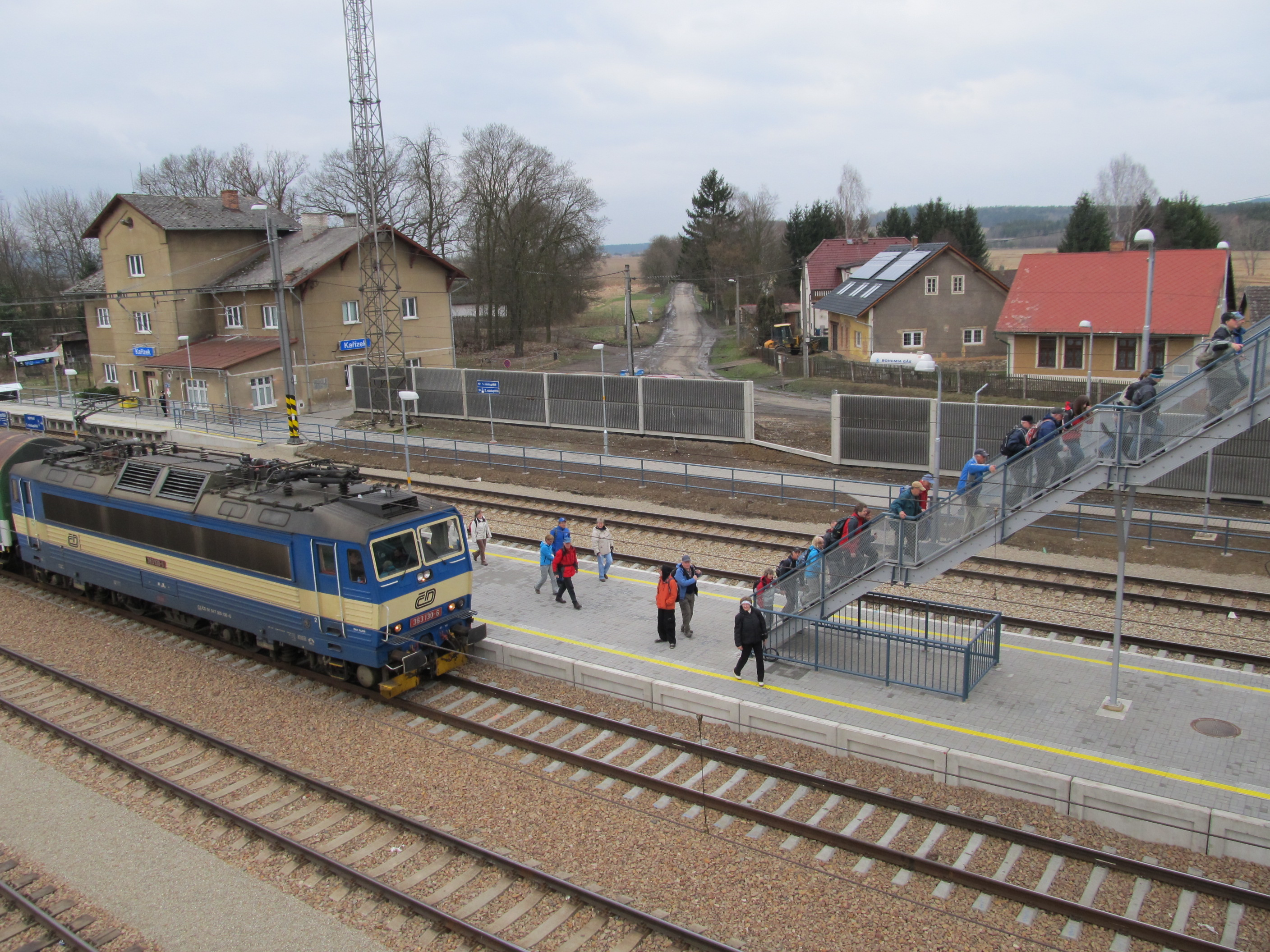
Kařízek
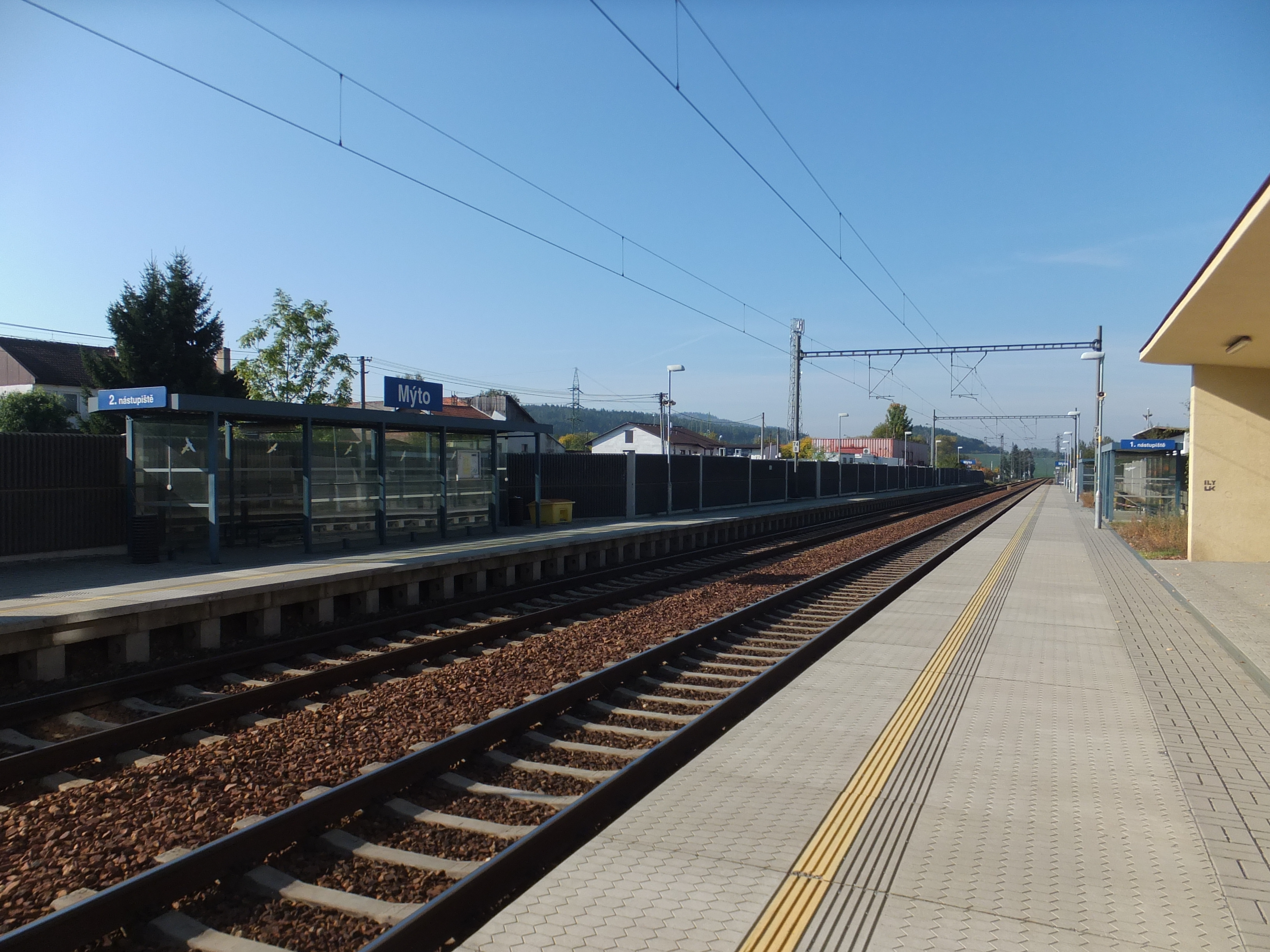
Mýto
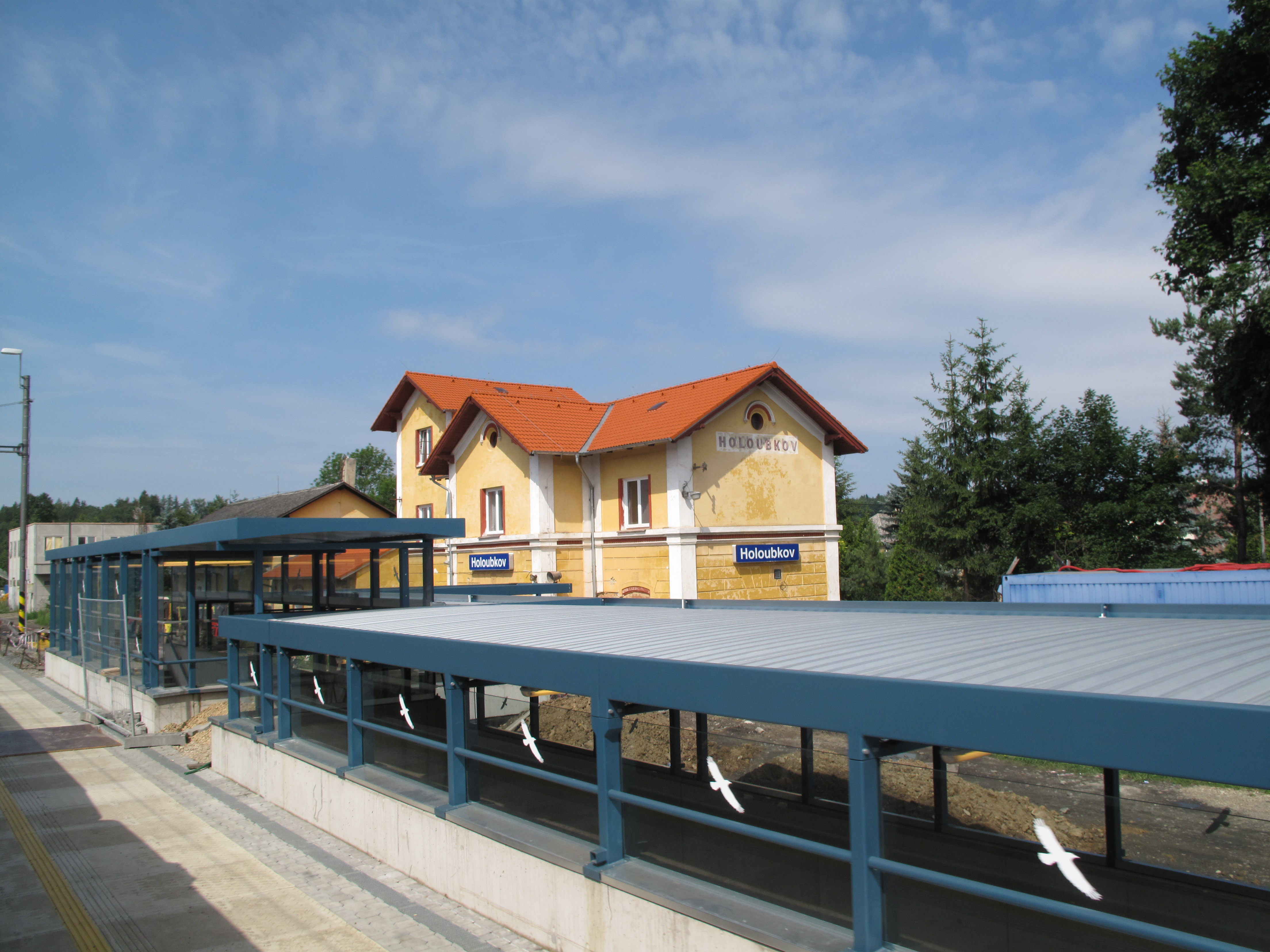
Holoubkov
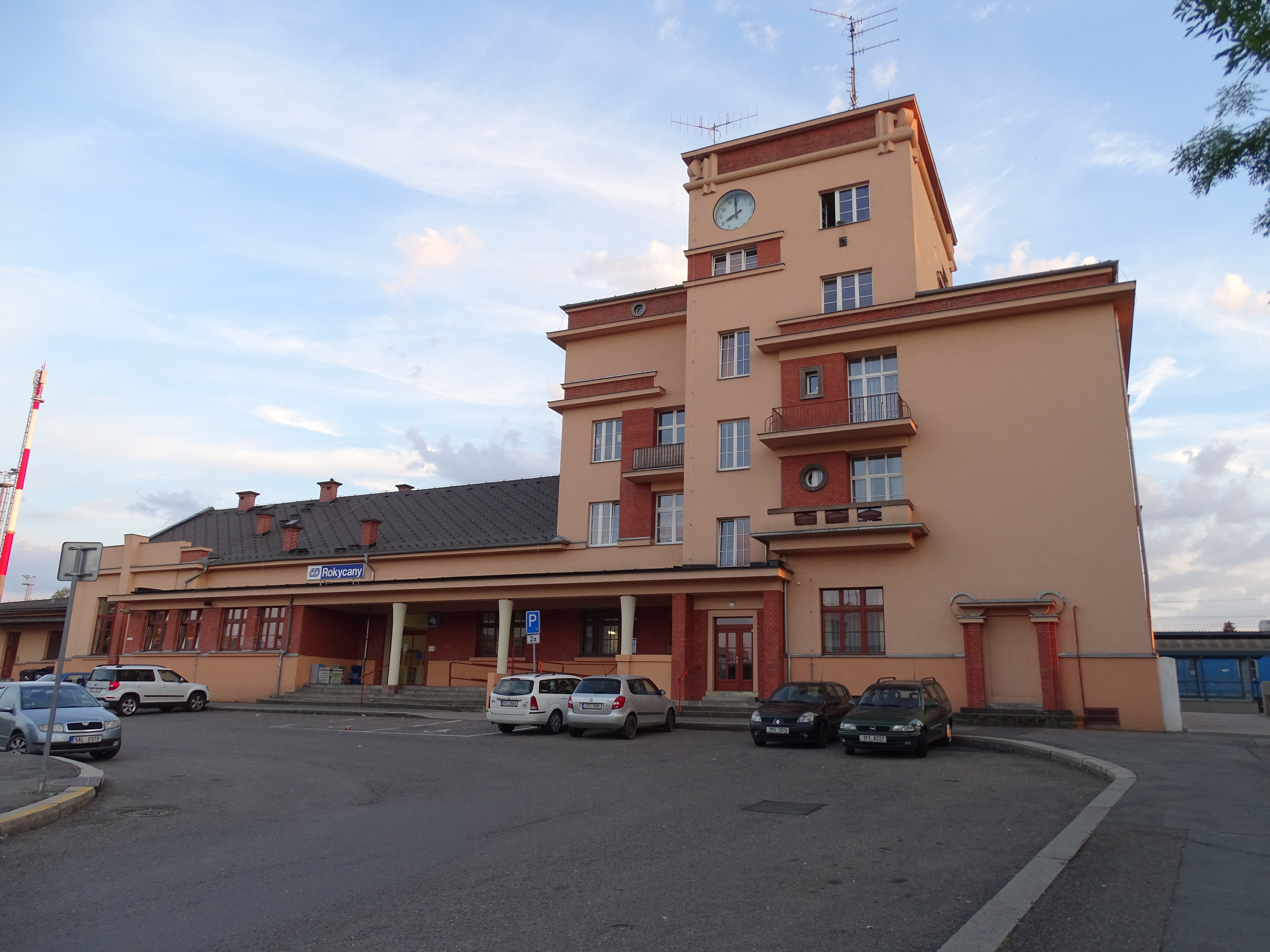
Rokycany
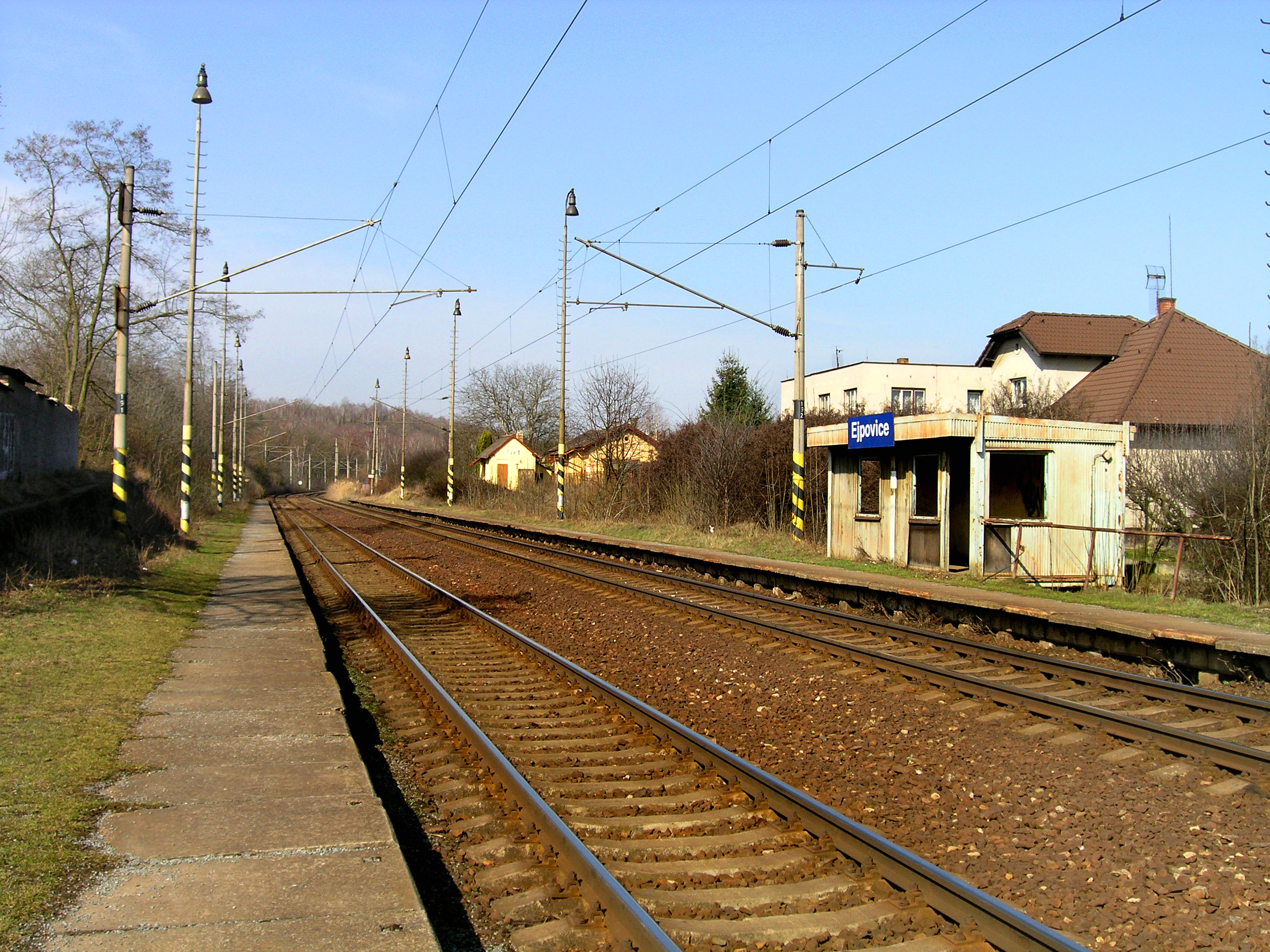
Ejpovice (před rekonstrukcí)
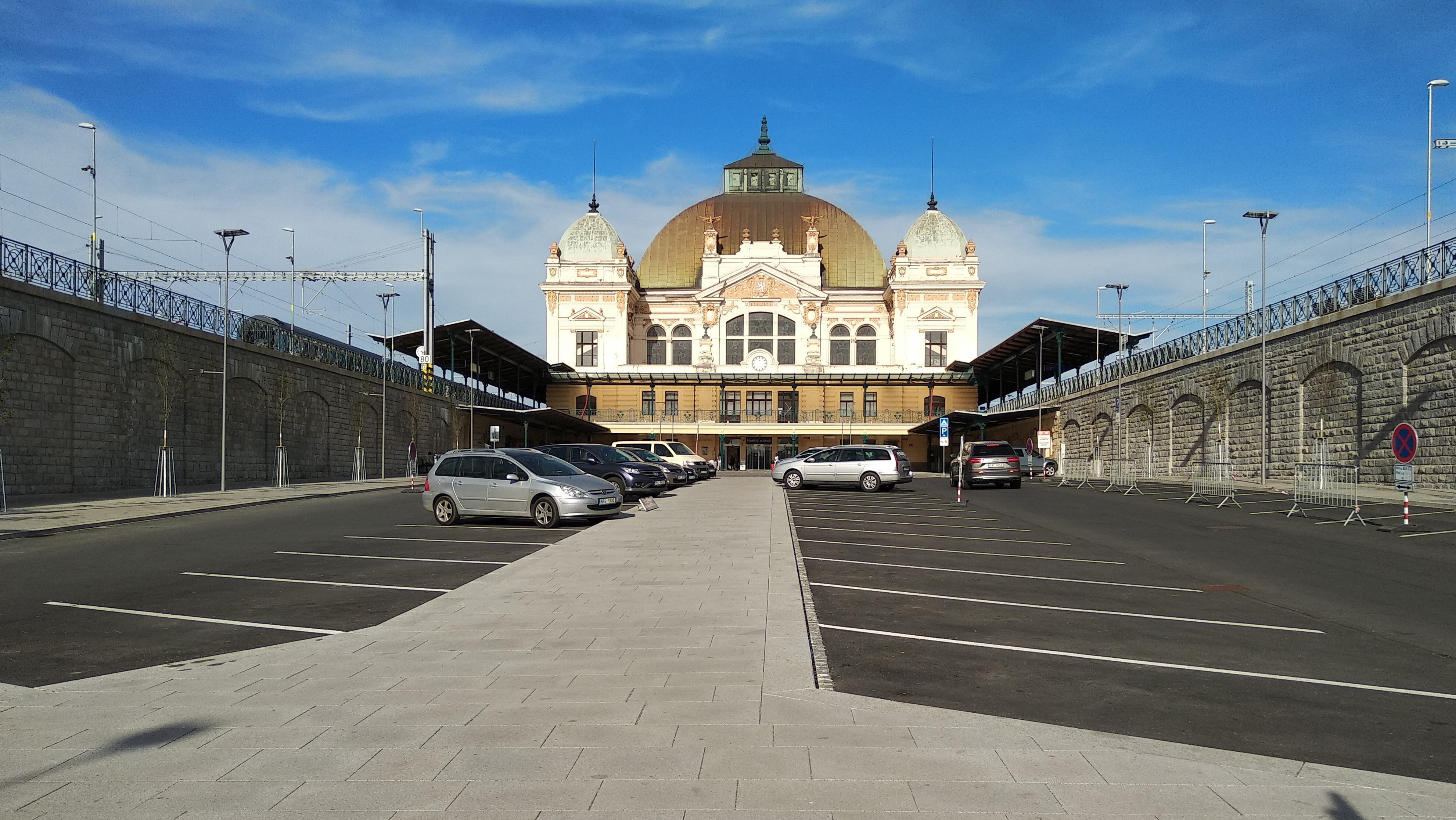
Plzeň hlavní nádraží